# Windenergie

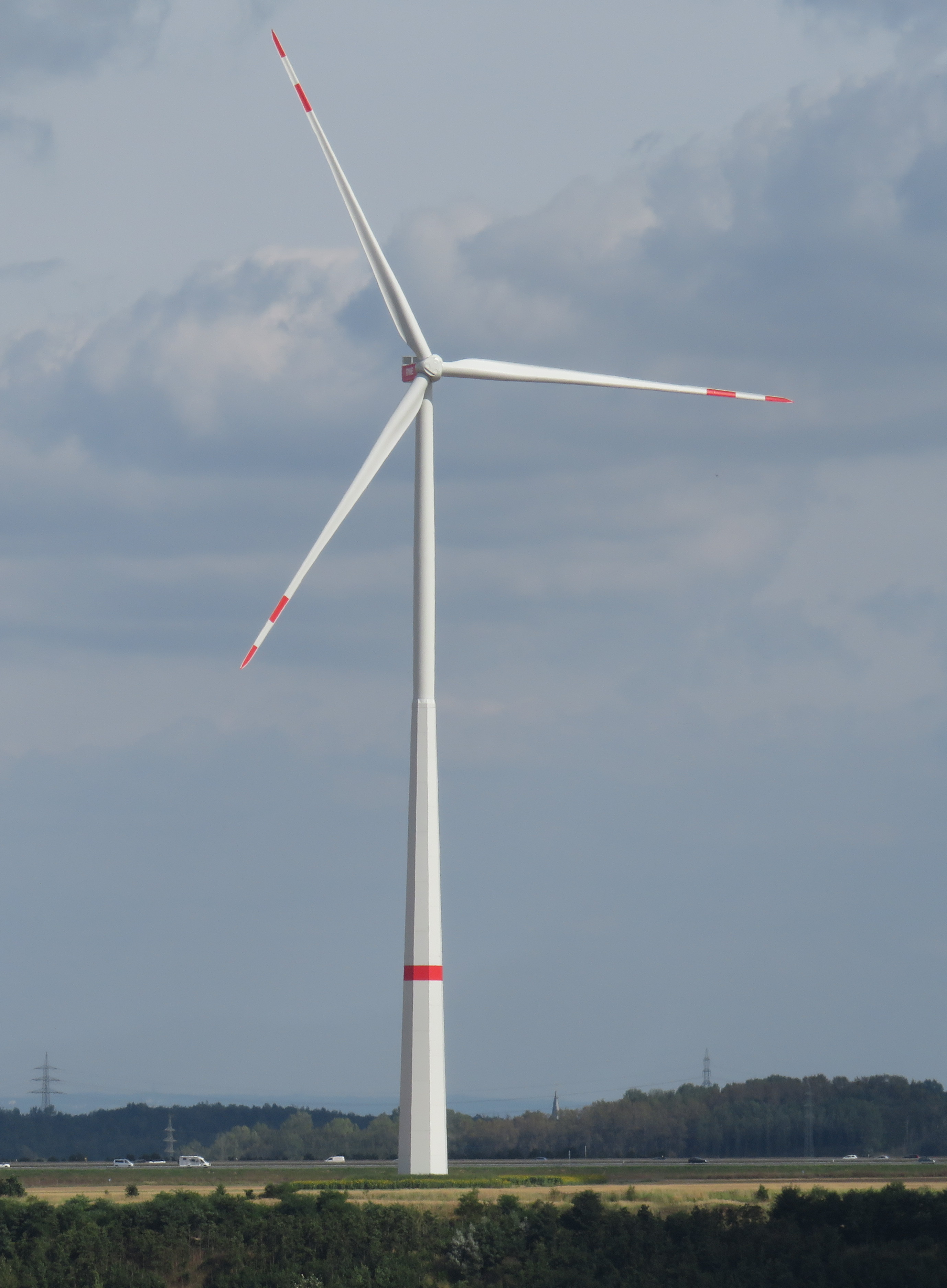
Typische Windkraftanlage um 2020 (Teil eines Windparks zur Stromerzeugung)

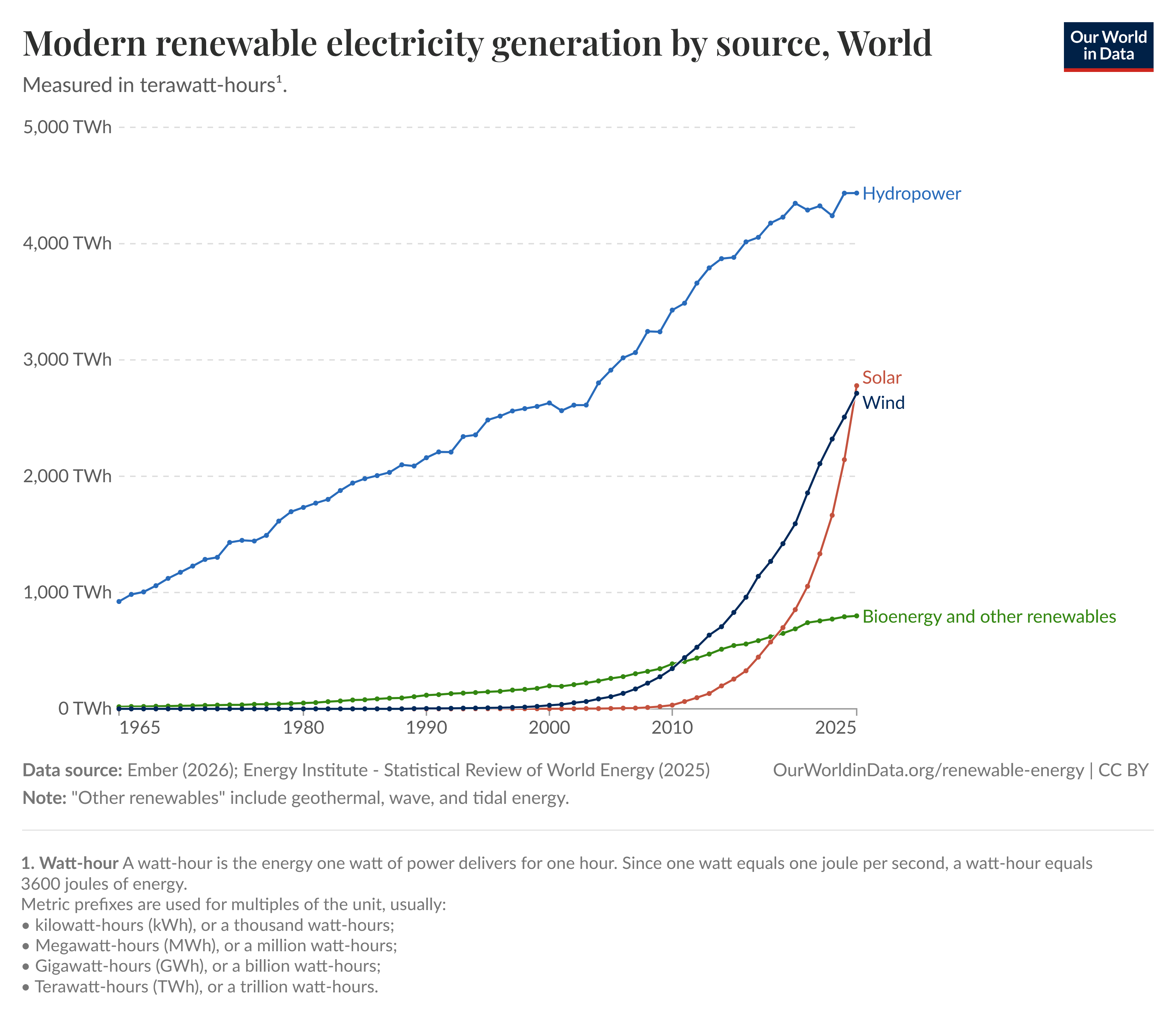
Entwicklung der Stromerzeugung aus Windenergie und weiteren modernen erneuerbaren Energien

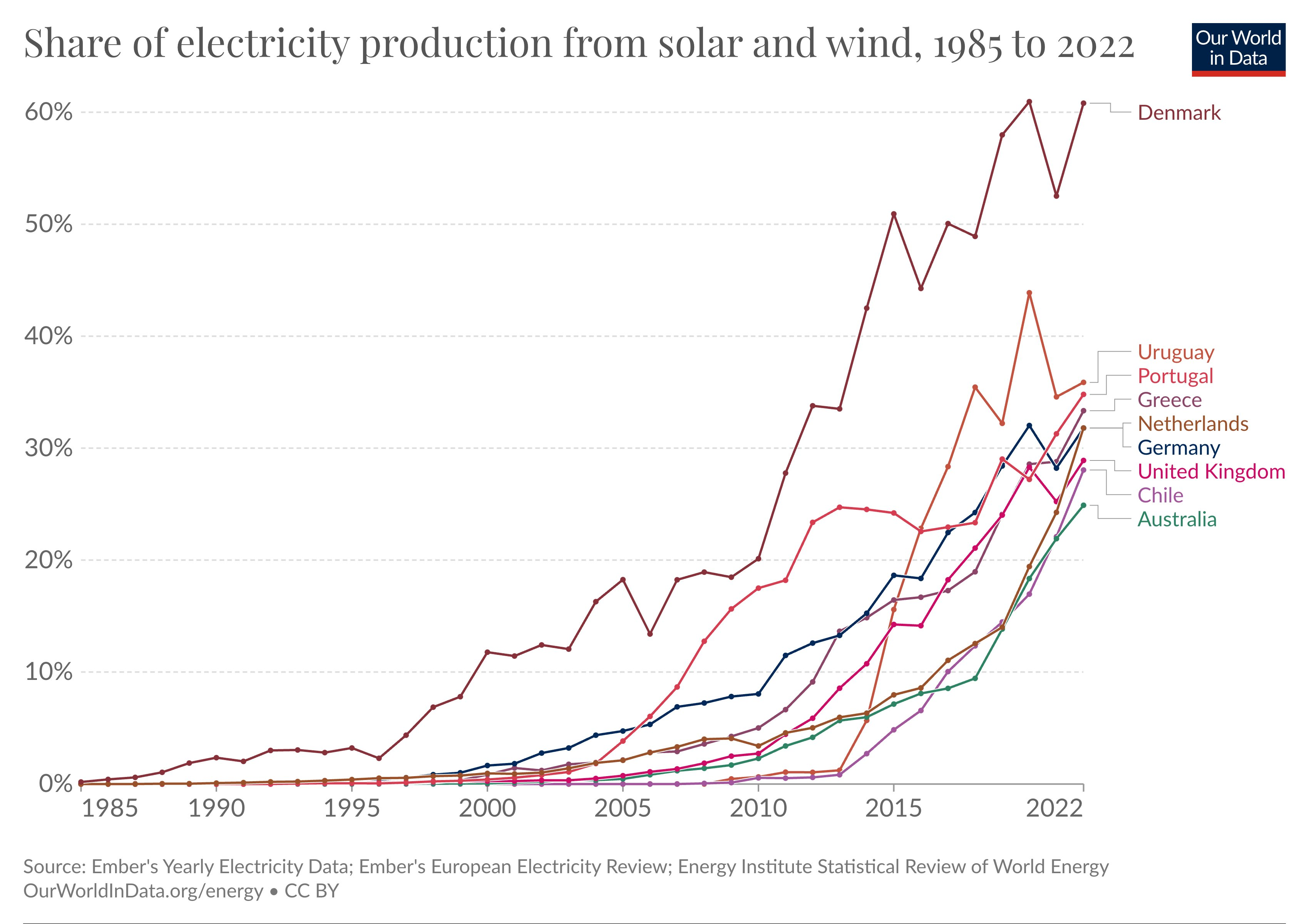
Anteil von Wind- und Solarenergie an der Stromerzeugung in ausgewählten Ländern weltweit

Die Windenergie, Wind-Energie oder Windkraft ist die großtechnische Nutzung des Windes als erneuerbare Energiequelle. Die Bewegungsenergie des Windes wird seit dem Altertum genutzt, um Energie aus der Umwelt für technische Zwecke verfügbar zu machen. In der Vergangenheit wurde die mit Windmühlen verfügbar gemachte mechanische Energie direkt vor Ort genutzt um Maschinen und Vorrichtungen anzutreiben. Mit ihrer Hilfe wurde Korn zu Mehl gemahlen, Grundwasser an die Erdoberfläche gefördert, oder Sägewerke betrieben. Heute ist die Erzeugung von elektrischer Energie mit Windkraftanlagen die mit großem Abstand wichtigste Nutzung.
Ende 2024 waren weltweit Windkraftanlagen mit einer Nennleistung von insgesamt etwa 1136 GW installiert. Ende 2023 waren es 1021 GW gewesen (2022: 906 GW). 2024 lieferten die weltweit installierten Anlagen rund 2.494 TWh elektrischer Energie; entsprechend etwa 8,1 % der weltweiten Stromproduktion. Auf guten Standorten waren die Stromgestehungskosten von Windkraftanlagen bereits 2013 günstiger als die Stromgestehungskosten neuer Kohle- und Kernkraftwerke. Abhängig von verschiedenen Faktoren wie z. B. Windhöffigkeit (meint hier: quantitativ und qualitativ geeignetes Windvorkommen – vor Ort) und Anlagenauslegung erreichen Windkraftanlagen etwa zwischen 1.400 und über 5.000 Volllaststunden (letzteres auf den besten Offshore-Standorten).

## Geschichte der Windenergienutzung

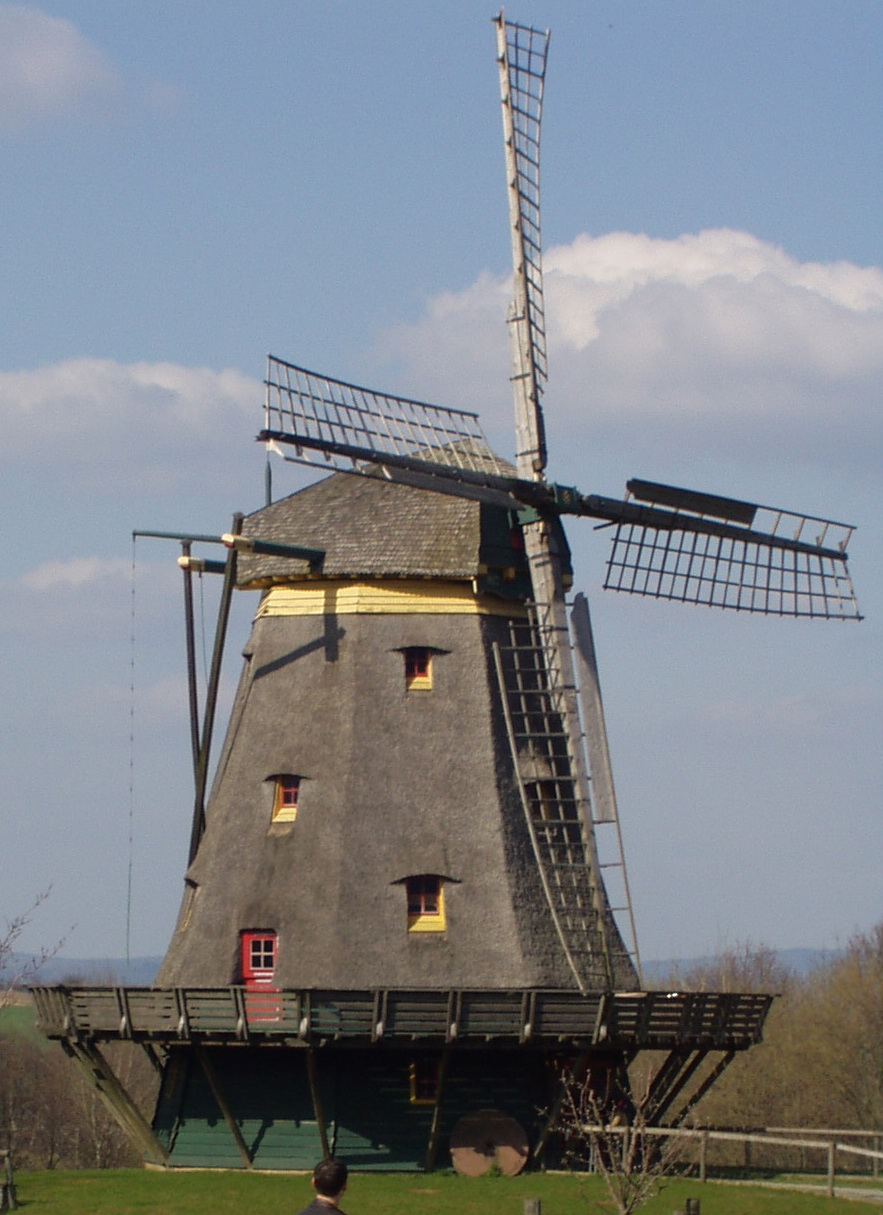
Windmühle

Wann die ersten Windmühlen errichtet wurden, ist umstritten. Nach schriftlichen Überlieferungen aus dem Codex Hammurapi wurden sie vor mehr als 4.000 Jahren genutzt, andere Forscher betrachten ihren Einsatz erst für das 7. Jahrhundert nach Christus als belegt. In Europa datieren die ältesten Erwähnungen aus England in die Mitte des 9. Jahrhunderts nach Christus, im 11. Jahrhundert sind sie in Frankreich nachgewiesen. Im 13. Jahrhundert hatten sie sich bis nach Polen verbreitet. Eingesetzt wurde die Windenergie zur Verrichtung mechanischer Arbeit mit Hilfe von Windmühlen und Wasserpumpen.
In Europa existierten im 19. Jahrhundert einige 100.000 Windräder, die bei guten Windverhältnissen bis zu 25–30 kW Leistung erzielten. In Frankreich, England, Deutschland, den Niederlanden, Belgien und Finnland gab es in der ersten Hälfte des 19. Jahrhunderts zwischen 50.000 und 60.000 Windmühlen. Um 1900 waren alleine in den Nordsee-Anrainerstaaten etwa 30.000 Windmühlen mit einer Gesamtleistung von mehreren 100 MW in Betrieb. Insbesondere in den Niederlanden waren Windmühlen stark verbreitet, hier gab es in der zweiten Hälfte des 19. Jahrhunderts alleine etwa 9.000 Mühlen. Einsatzzwecke waren das Mahlen von Getreide, die Baumwollspinnerei und die Tuchwalkerei, zudem dienten die Mühlen als Kraftquelle für das Stoßen von Leder, das Sägen von Holz, die Herstellung von Öl, Papier und Tabak sowie das Entwässern von Sumpfgebieten oder unter dem Meeresspiegel liegenden Landflächen.
In Deutschland stieg die Zahl der Windmühlen während der Industriellen Revolution zunächst bis zur Hochindustrialisierung weiter an und erreichte in den 1880er Jahren ihr Maximum. In den Jahrzehnten darauf wurden viele der Windmühlen sukzessive durch fossile Kraftquellen bzw. elektrische Antriebe ersetzt. 1895 waren in Deutschland rund 18.000 Windmühlen in Betrieb. Man schätzt, dass 1914 etwa 11.400 und 1933 noch 4.000 bis 5.000 Windmühlen betrieben wurden. Ebenfalls bedeutend waren Windpumpen; die vielflügeligen Western-Windräder mit einer Leistung von wenigen 100 Watt waren weit verbreitet. Bis ca. 1930 wurden über sechs Millionen Westernmills produziert, von denen noch immer ca. 150.000 vorhanden sind. Die ab 1854 in den USA entwickelten Western-Windräder (eng. Western Mill) verbreiteten sich als Wasserpumpe in Nord- und Südamerika, Australien und Teilen von Afrika und wurden später auch zur Stromerzeugung genutzt. In den USA gab es etwa 1000 Hersteller von Windmühlen, die jedoch nach dem Boom nahezu vollständig vom Markt verschwanden.
Nach der Entdeckung der Elektrizität und der Erfindung des Generators lag der Gedanke der Nutzung der Windenergie zur Stromerzeugung nahe. Die ersten Windkraftanlagen zur Stromerzeugung wurden im späten 19. Jahrhundert errichtet und blieben bis nach dem Zweiten Weltkrieg, als erste größere Anlagen mit wenigen 100 kW auf den Markt kamen, weitgehend unverändert. Seit den Ölpreiskrisen in den 1970er Jahren wird weltweit verstärkt nach Alternativen zur Energieerzeugung gesucht, womit auch die Entwicklung moderner Windkraftanlagen vorangetrieben wurde. 1979 begannen verschiedene dänische Unternehmen, Windkraftanlagen in Serie zu fertigen. Seit den frühen 1990er Jahren gehört die Windindustrie zu den am schnellsten wachsenden Industriebranchen der Welt.
Nach dem Zweiten Weltkrieg wurden in den amerikanisch besetzten Gebieten in Bayern mehrere tausend und in Oberösterreich zahlreiche Western-Windräder (Westernmills) aufgebaut, um Wasser zu pumpen. Um 1958 bzw. um 1970 waren noch einige zu sehen, überlebt bis heute in Bayern hat nur eine in Dietmannsried im Allgäu. Jene in Unterroithen in Oberösterreich ist Wahrzeichen von Edt bei Lambach und im 1980 verliehenen Wappen symbolisch golden und 12-flügelig dargestellt.

## Stromerzeugung

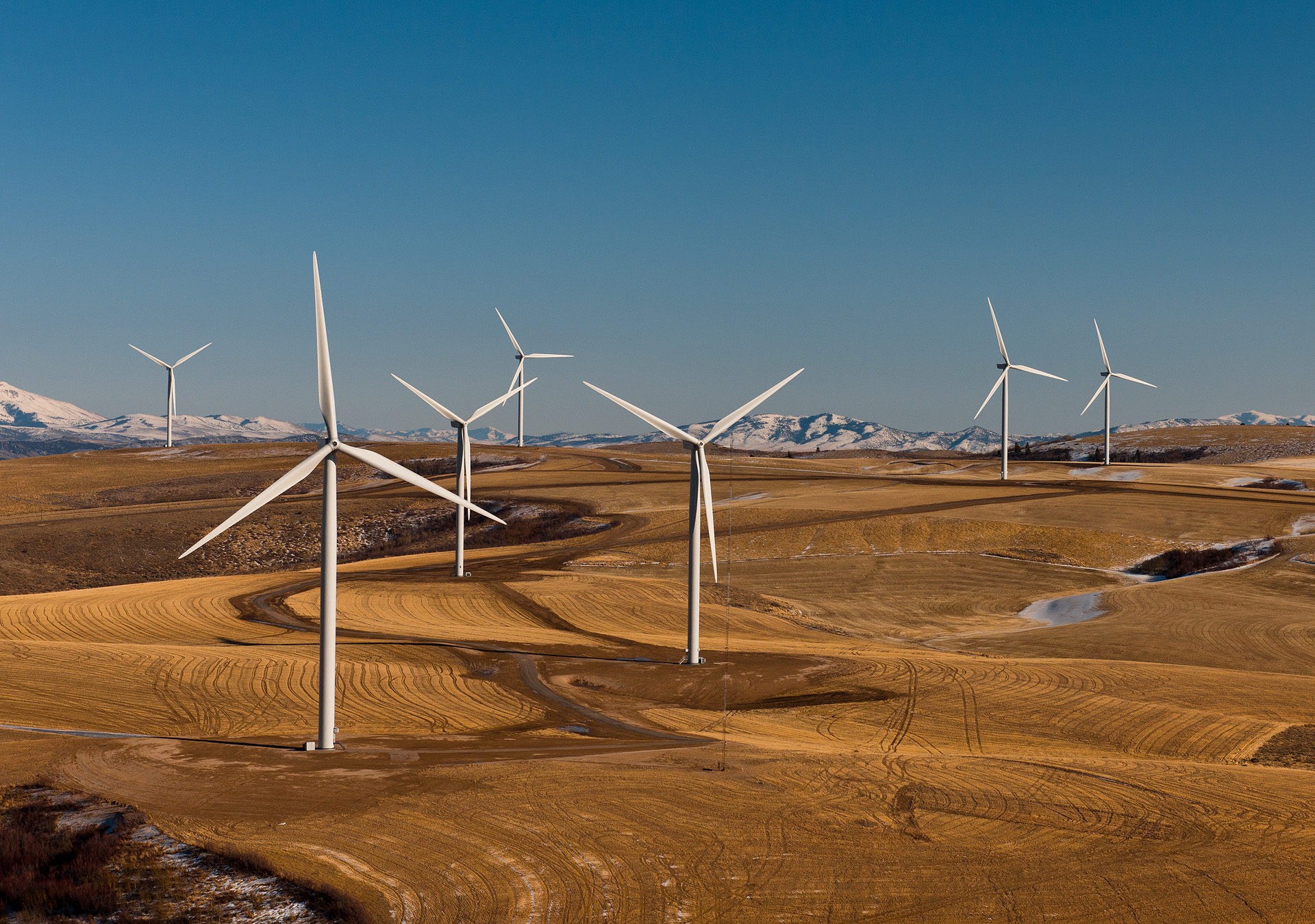
Windpark in Nordamerika

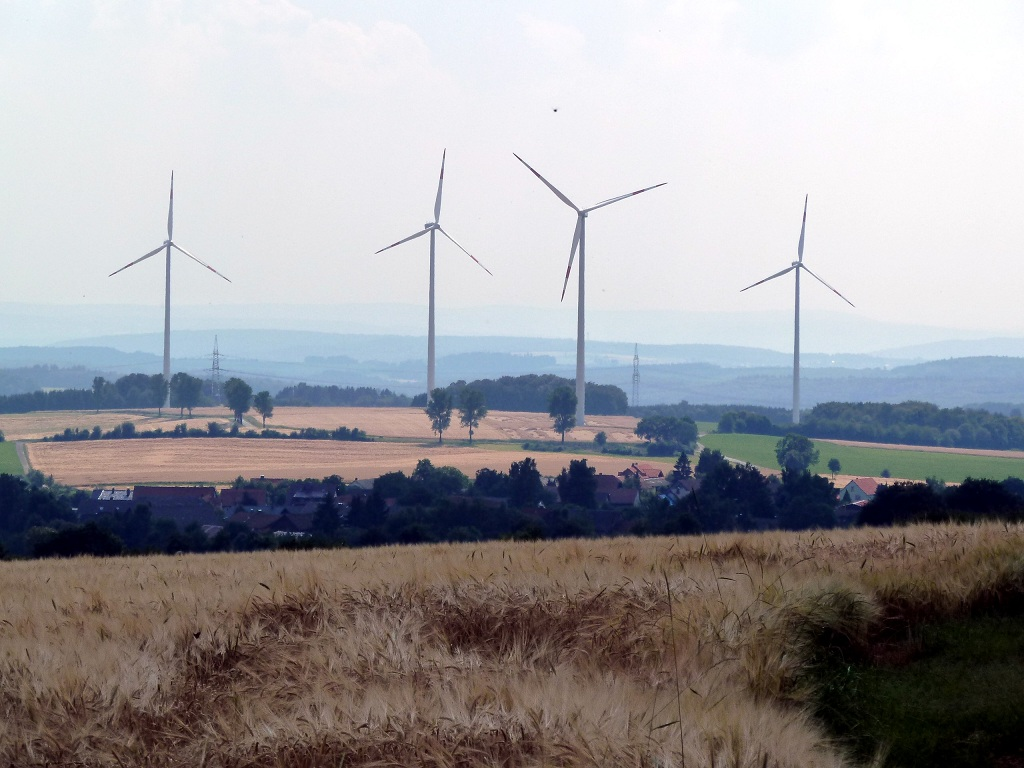
Windpark in Deutschland

Die Windenergie gilt aufgrund ihrer weltweiten Verfügbarkeit, ihrer niedrigen Kosten sowie ihres technologischen Entwicklungsstandes als eine der vielversprechendsten regenerativen Energiequellen. Sie zählt mittlerweile zu den Mainstreamtechnologien in der Stromproduktion und spielt, auch aufgrund technologischer Fortschritte sowie der wirtschaftlichen Konkurrenzfähigkeit in vielen Märkten weltweit, eine zentrale Rolle in der Energiepolitik und den Energiestrategien in einer wachsenden Anzahl von Staaten der Erde.
Windenergieanlagen können in allen Klimazonen, auf See und allen Landstandorten (Küste, Binnenland, Gebirge) zur Stromerzeugung eingesetzt werden. Häufig wird nur zwischen der Windenergienutzung an Land (onshore) und der Nutzung auf See in Offshore-Windparks unterschieden. Bisher ist vor allem die Windenergie an Land von Bedeutung, während die Offshore-Windenergie Ende 2023 einen Anteil von ca. 7,4 % an der globalen installierten Leistung hatte (2017: 3,5 %). Auch langfristig wird mit einer Dominanz des Onshore-Sektors gerechnet, allerdings mit steigendem Anteil der Offshore-Installationen.

### Physikalische Grundlagen

#### Leistungsdichte des Windes
Die Dichte der kinetischen Energie der Strömung steigt quadratisch mit der Windgeschwindigkeit v und hängt von der Luftdichte ρ ab:
{\displaystyle w={\frac {\rho }{2}}v^{2}}.
Bei einer Windgeschwindigkeit von 8 m/s (≈ Windstärke 4 Bft) beträgt sie knapp 40 J/m³.
Diese Energie wird mit dem Wind herantransportiert. In der freien Strömung weit vor dem Rotor der Windkraftanlage beträgt die Leistungsdichte dieses Transports
{\displaystyle wv={\frac {\rho }{2}}v^{3}},
im Beispiel wäre die Windleistungsdichte also 320 W/m².
Aufgrund dieses starken Anstiegs der Leistungsdichte mit der Windgeschwindigkeit sind windreiche Standorte besonders interessant. Die Turmhöhe spielt dabei eine große Rolle, besonders im Binnenland, wo Bodenrauigkeit (Bebauung und Vegetation) die Windgeschwindigkeit verringert und den Turbulenzgrad erhöht.

#### Verlustloser Leistungsbeiwert

Durch das Abbremsen des Windes weicht ein Teil der Strömung der Rotorfläche aus.

Die Leistungsfähigkeit eines Windrotors wird üblicherweise ausgedrückt, indem seine an die Welle abgegebene Leistung auf die Rotorfläche und auf die Leistungsdichte des Windes bezogen wird. Dieser Bruchteil wird nach Albert Betz als Leistungsbeiwert cP bezeichnet, umgangssprachlich auch als Erntegrad. Betz leitete 1920 aus grundlegenden physikalischen Prinzipien einen maximal erreichbaren Leistungsbeiwert ab. Der Grund für die Begrenzung ist, dass durch die Leistungsentnahme die Strömungsgeschwindigkeit sinkt, die Luftpakete in Strömungsrichtung kürzer werden und die Stromlinien ihre Abstände zueinander vergrößern, siehe Abbildung. Je stärker der Wind abgebremst wird, desto mehr strömt ungenutzt am Rotor vorbei. Das Optimum von 16/27 = 59,3 % würde durch einen verlustlosen Rotor erreicht, der die Strömung durch einen Staudruck von 8/9 der Energiedichte des Windes auf 1/3 der Windgeschwindigkeit abbremst. Der Rest dieser Leistung befindet sich noch in der Strömung: 1/3 = 9/27 in den Stromfäden, die dem Rotor ausgewichen sind, 1/9 von 2/3 = 2/27 in der abgebremsten Luftmasse.

#### Leistungsgrenzen und Verluste
Wie alle Maschinen erreichen auch reale Windkraftanlagen das theoretische Maximum nicht. Aerodynamische Verluste ergeben sich durch Luftreibung an den Blättern, durch Wirbelschleppen an den Blattspitzen und durch Drall im Nachlauf des Rotors. Bei modernen Anlagen reduzieren diese Verluste den Leistungsbeiwert von cP,Betz ≈ 0,593 auf cP = 0,4 bis 0,5. Von den genannten 320 W/m² sind also bis zu 160 W/m² zu erwarten. Ein Rotor mit 113 m Durchmesser (10.000 m² Fläche) gibt dann 1,6 Megawatt an die Welle ab. Zur Berechnung der Leistung am Netzanschluss müssen zusätzlich noch die Wirkungsgrade aller mechanischen und elektrischen Maschinenteile berücksichtigt werden.
Der Leistungsbeiwert des Rotors wird beim Vergleich verschiedener Bauarten oft überbewertet. Ein um zehn Prozent niedrigerer Leistungsbeiwert kann durch eine fünfprozentige Erhöhung des Rotordurchmessers ausgeglichen werden. Für den wirtschaftlichen Erfolg ist es von höherer Bedeutung, mit gegebenem Materialeinsatz eine möglichst große Rotorfläche abzudecken. In dieser Hinsicht ist die heute übliche Bauform mit horizontaler Drehachse und wenigen schlanken Rotorblättern anderen Bauformen überlegen.

#### Nennleistung
Zu unterscheiden ist zwischen der installierten elektrischen Nennleistung einer Windkraftanlage, die sich aus der technischen Konstruktion ergibt, und der tatsächlich am jeweiligen Standort im Jahresdurchschnitt erzielten Leistung, die sich aus einer Reihe weiterer Faktoren ergibt, und grundsätzlich weit niedriger ist (siehe Grafik Windeinspeisung unten), da die Windkraftanlage den größten Teil des Jahres im Teillastbereich arbeitet. Bei der Planung werden Daten aus Wetterbeobachtungen (Windgeschwindigkeit und Windrichtung) verwendet, um daraus eine Prognose zu berechnen. Diese Prognosen sind Mittelwerte. Die Windenergieerzeugung kann in verschiedenen Jahren stark voneinander abweichen. Langzeitbetrachtungen sind für eine großmaßstäbliche Nutzung der Windenergie und für die Planung von Stromnetzen und Speicherkapazitäten unerlässlich.

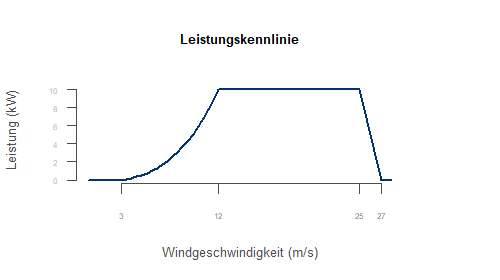
Idealtypische Leistungskennlinie einer Windkraftanlage, die tatsächlichen Leistungskennlinien sind typenabhängig

Der Zusammenhang zwischen Windgeschwindigkeit und erzielter Leistung wird durch eine Leistungskennlinie beschrieben, die für jeden Anlagetyp durch Messung ermittelt wird. Die erzielbare Leistung nimmt dabei zunächst mit der dritten Potenz der Windgeschwindigkeit zu. Das bedeutet, dass doppelte Windgeschwindigkeit zu einem 8-fachen Windenergieertrag führt und umgekehrt eine Halbierung der Windgeschwindigkeit den Ertrag auf 1/8 sinken lässt. Dies trägt mit zu den hohen Schwankungen der Windenergieeinspeisung bei. Allerdings werden Maximalleistungen der Anlagen schon bei relativ niedrigeren (und häufigen) Windgeschwindigkeiten erreicht. Wird die Nennwindgeschwindigkeit überschritten, werden die Rotorenblätter mit der Pitchregelung stückweise aus dem Wind herausgedreht, um möglichst lange die Nennleistung halten zu können. Überschreitet die Windgeschwindigkeit die Abschaltgeschwindigkeit, so schaltet die Windkraftanlage ab, um Beschädigungen zu vermeiden. Somit erhält man eine Abhängigkeit zwischen Windgeschwindigkeit und Leistung, die zunächst mit der dritten Potenz ansteigt, dann eine Weile konstant ist und schließlich relativ abrupt auf Null geht.
Die Windgeschwindigkeit und ihre Häufigkeitsverteilung ist daher ein Schlüsselfaktor für die Wirtschaftlichkeit von Windkraftanlagen und Windparks.
Die Häufigkeitsverteilung der erzeugten Windleistung kann mit der Weibull-Verteilung gut angenähert werden. Dieselbe Verteilungsart beschreibt auch die Häufigkeitsverteilung der Windgeschwindigkeit.
Wegen der hohen Variabilität ist eine möglichst genaue Prognose der erwarteten Einspeisung aus Windkraftquellen (Windleistungsvorhersage) unerlässlich, um eine entsprechende Planung und Verteilung im elektrischen Stromnetz vornehmen zu können.

### Potential

#### Weltweit
2015 haben Wissenschaftler des Max-Planck-Institut für Biogeochemie die physikalischen Randbedingungen für den weiteren Ausbau der Windenergie untersucht. Die Forscher kamen zu dem Ergebnis, dass großangelegte Windparks in windreichen Regionen auf eine Leistung von maximal 1 Watt/m² kommen können. Als ursächlich für die geringe Leistung wird in der Studie der Bremseffekt gesehen, der auf den Wind wirkt, wenn viele Windkraftanlagen in einer Region installiert sind. Der derzeitige Ausbaustatus der Windkraft liegt allerdings noch weit unter den hier beschriebenen Grenzen.
Weltweit bietet die bodennahe Windenergie nach einer 2013 im Fachjournal Nature Climate Change erschienenen Arbeit theoretisch Potential für über 400 Terawatt Leistung. Würde zusätzlich die Energie der Höhenwinde genutzt, wären sogar 1.800 Terawatt möglich, etwa das 100-Fache des derzeitigen weltweiten Energiebedarfs. Bei der Nutzung des gesamten Potentials der Windenergie hätte dies ausgeprägte Veränderungen des Klimas zur Folge; bei der Nutzung von nur 18 Terawatt, was dem aktuellen Weltprimärenergiebedarf entspricht, wären keine wesentlichen Einflüsse auf das Klima zu erwarten. Es gilt daher als unwahrscheinlich, dass das geophysikalische Windenergiepotential dem Ausbau der Windstromerzeugung Grenzen setzt.
2009 ermittelten Forscher der Harvard-Universität unter konservativen Annahmen das globale Windenergiepotential und kamen zu dem Ergebnis, dass es den Weltenergiebedarf weit übersteigt: den damaligen Bedarf an elektrischer Energie um das 40-Fache, den Gesamtenergiebedarf um das 5-Fache. Laut einer ebenfalls 2009 veröffentlichten Strömungs-Modellrechnung der Stanford University würden Windkraftanlagen, sollten sie den gesamten heutigen Weltenergiebedarf decken, den Energiegehalt der unteren Luftschicht um circa 0,007 % verringern. Dies sei jedoch mindestens eine Größenordnung kleiner als der Einfluss durch Besiedlung und durch Aerosole aus Abgasen. Die Aufheizeffekte durch Stromerzeugung mit Windkraftanlagen seien viel niedriger als die Abwärme thermischer Kraftwerke.

#### Deutschland
2013 veröffentlichte das Umweltbundesamt eine Studie zum bundesweiten Flächen- und Leistungspotential der Windenergie an Land. Das Potential wurde vom Fraunhofer-Institut für Windenergie und Energiesystemtechnik auf Grundlage detaillierter Geodaten und moderner Windenergieanlagentechnik modelliert. Demnach stehen auf Basis der getroffenen Annahmen prinzipiell 13,8 Prozent der Fläche Deutschlands für die Windenergienutzung zur Verfügung. Dieses Flächenpotential ermöglicht eine installierte Leistung von rund 1190 GW mit einem jährlichen Stromertrag von ca. 2900 TWh. Das realisierbare Potential der Windenergie an Land wird aber erheblich kleiner geschätzt, weil verschiedene Aspekte im Rahmen der Studie nicht betrachtet wurden (z. B. artenschutzrechtliche Belange oder wirtschaftliche Rahmenbedingungen).

#### Schweiz
In der Schweiz gab es bis zum Jahr 2016 insgesamt nur 57 Turbinen an 37 Standorten. Der Beitrag der Windenergie zum Gesamtenergiebedarf lag bei 0,04 Prozent, auch vier Jahre später im Jahr 2020 verblieb der Anteil gemäß Rundungsregeln bei null Prozent. 2020 verabschiedete der Bund ein Konzept und legte darin mögliche Gebiete fest. Die Akzeptanz von Windkraftanlagen nahm zwischen 2018 und 2022 eher ab; als Ausnahmen können am ehesten bereits durch Infrastruktur wie Skigebiete und auch Siedlungen verstellte Areale gesehen werden.
Im kleinräumigen aber windstarken Schweizer Mittelland bekämpften Windkraftgegner Anlagen, indem sie einen Mindestabstand von einem Kilometer zu Siedlungen forderten. Mit einer solchen Regel käme zum Beispiel im ganzen Kanton Zürich nur ein winziges Gebiet am Stammerberg für eine Windkraftanlage in Frage. Der Zürcher Kantonsrat lehnte einen Vorstoß zu einer Regel ab, welche grundsätzlich einen Kilometer Abstand vorsah und den Gemeinden dabei das Recht auf geringere Abstände einräumte. Im März 2024 wollte die Gemeinde Hinwil als Erste faktisch den Bau von Windkraftanlagen durch den Beschluss einer neuen Bau- und Zonenordnung verbieten. Die darin enthaltenen kommunalen Abstände bedürfen jedoch einer Genehmigung durch die kantonale Baudirektion. In der Schweiz vergingen von der Planung bis zur Realisierung von Anlagen oft bis zu 25 Jahren. Auf dem Mont-Tramelan im Jura mussten noch 2024 deshalb technisch veraltete Anlagen erstellt werden, weil die Bewilligung die Technik von 2015 enthielt.

### Wirtschaftlichkeit

#### Stromgestehungskosten und Wettbewerbsfähigkeit

Stromgestehungskosten für verschiedene Stromerzeugungsanlagen in Deutschland. Datenquelle: Fraunhofer ISE; Juli 2024

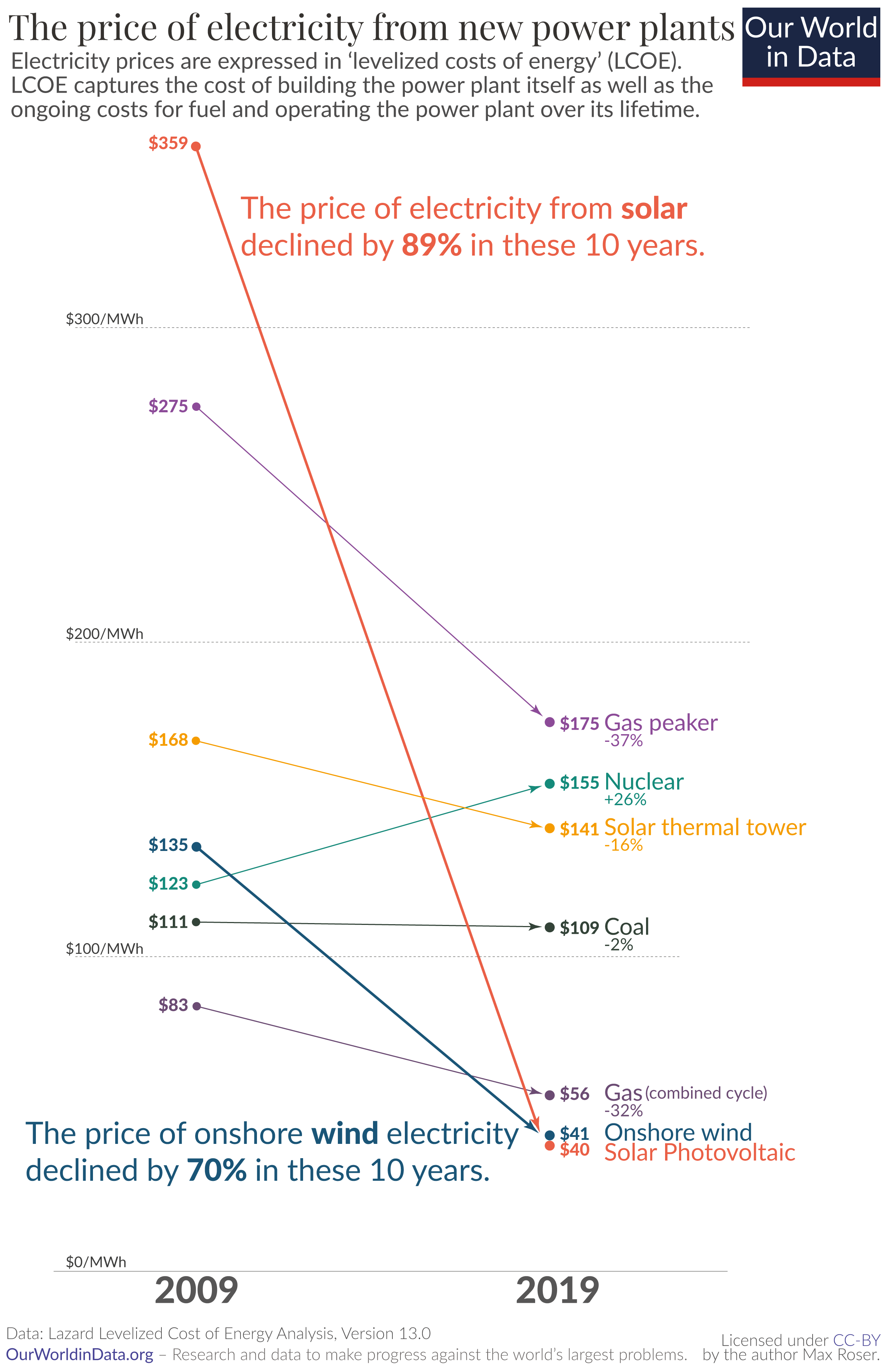
Entwicklung der Stromgestehungskosten erneuerbarer und konventioneller Kraftwerke zwischen 2009 und 2019

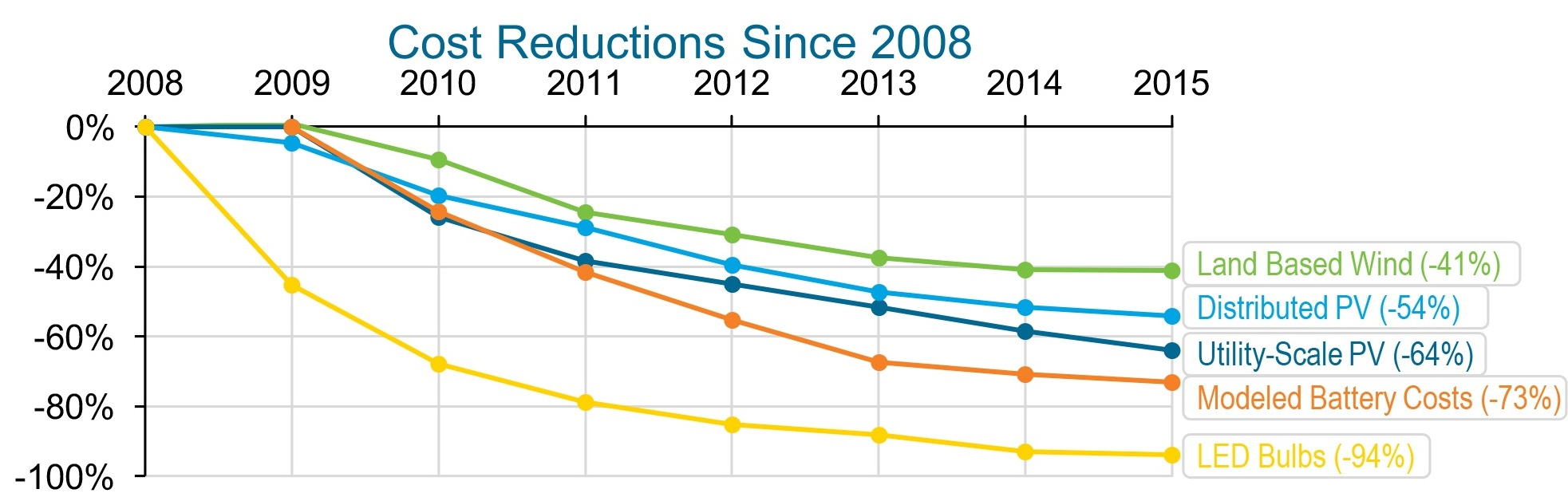
Zwischen 2008 und 2015 sanken die Stromgestehungskosten von Onshore-Windkraftanlagen in den USA um 41 %.

Bei der modernen Windenergienutzung handelt es sich um eine Technologie, die nach den Anfängen in den späten 1970er Jahren seit den 1990er Jahren in größerem Ausmaß zum Einsatz kommt. Die Verbesserungspotentiale werden allmählich durch Skaleneffekte infolge weiterer Erforschung und der mittlerweile bei den meisten Herstellern etablierten industriellen Serienfertigung erschlossen, weshalb noch ein weiteres Kostensenkungspotential aufgrund technischer Weiterentwicklung besteht.
Windkraftanlagen können inzwischen in vielen Fällen günstiger elektrische Energie produzieren als konventionelle Kraftwerke. Auch der Weltklimarat IPCC hielt in seinem 2022 erschienenen Sechsten Sachstandsbericht fest, dass die Stromerzeugung mit Windkraftanlagen mittlerweile in vielen Regionen der Erde günstiger ist als die Stromerzeugung mit fossilen Energieträgern. Alleine zwischen 2015 und 2020 fielen die Kosten für Windstromerzeugung um 45 %. Aufgrund ihrer Wirtschaftlichkeit kommt der Windenergie eine wichtige Rolle zur Dämpfung des Strompreisanstiegs zu.
Größter Kostenfaktor bei der Windstromerzeugung sind die relativ hohen Anfangsinvestitionen in die Anlagen; die Betriebskosten (u. a. Wartung; ggf. Standortmiete) und die Rückbaukosten sind relativ gering. Praktisch weltweit sind auch Standorte im Binnenland wirtschaftlich nutzbar; auf guten Onshore-Standorten sind Windkraftanlagen schon seit 2008 ohne Förderung mit konventionellen Kraftwerken konkurrenzfähig.
Langfristig wird davon ausgegangen, dass die Windenergie entweder in der Zukunft die günstigste Form der Stromproduktion sein oder hinter Photovoltaik-Großkraftwerken auf dem zweiten Rang liegen wird. Wichtig bei solchen Vergleichen ist es, die tatsächlichen vollen Stromgestehungskosten der einzelnen Technologien über ihren gesamten Betriebszeitraum anzusetzen. Der in diesem Kontext bisweilen angeführte Strombörsenpreis ist hingegen ungeeignet, da er für konventionelle Kraftwerke Werte ergibt, die aufgrund verschiedener struktureller Faktoren weit unterhalb ihrer Stromgestehungskosten liegen. Dadurch erscheint der Unterschied zwischen Windenergie und konventionellen Kraftwerken größer, als er in der Realität ist. Für die Vollkosten der Versorgung sind auch Verteilung und Speicherung zu berücksichtigen, da Stromgestehungskosten nur einen Teil der Versorgungskosten widerspiegeln. Die Höhe der Netz- und Speicherkosten ist dabei von der Zusammensetzung der Erzeugung nicht unabhängig.
In Deutschland lagen die Stromgestehungskosten von Onshore-Windkraftanlagen 2021 zwischen 3,94 und 8,29 Cent/kWh und lagen damit ebenfalls niedriger als bei fossilen Kraftwerken. Offshore-Windkraftanlagen hatten Stromgestehungskosten zwischen 7,23 €Cent/kWh und 12,13 €Cent/kWh, womit diese vergleichbar mit GuD-Kraftwerken und deutlich günstiger als bei Braun- und Steinkohlekraftwerken waren.
Auf guten Standorten lagen die Stromgestehungskosten schon 2013 unterhalb derer neuer Kohle- und Kernkraftwerke. In Brasilien, das zu den Ländern gehört, in denen die Nutzung der Windenergie im weltweiten Vergleich mit am günstigsten ist, lagen die Stromgestehungskosten von Windkraftanlagen bereits 2012 bei unter 60 US-Dollar/MWh, umgerechnet ca. 51,9 Euro/MWh.

#### Förderung
Um die erwünschten Investitionen in Windenergie auch an Standorten mit geringerer Windhöffigkeit zu erleichtern, werden diese in vielen Staaten unabhängig von politischer Ausrichtung gefördert. Mögliche Förderungsmaßnahmen sind:
- Förderung von Forschung und Entwicklung
- Förderung von Prototypen und Demonstrationsobjekten
- teilweise Übernahme der Investitionskosten
- Günstigere Kredite
- Steuervergünstigungen (z. B. PTC in den USA)
- Zahlungen auch für nicht produzierten Strom (Geisterstrom)
- Garantiepreise für erzeugten Strom (Einspeisetarif)

In Österreich liegt der Einspeisetarif für Windkraft mit Stand Juli 2008 bei 7,8 ct/kWh für bestehende Anlagen und bei 7,54 ct/kWh für neue Anlagen.
In Deutschland betrug 2017 die nach EEG für mindestens 5 Jahre gezahlte Anfangsvergütung für Onshore-Windenergie 8,38 ct/kWh; die nach Ablauf der Anfangsvergütung gezahlte Grundvergütung lag bei 4,66 ct/kWh. Beide sanken jährlich um 1,5 %. Mittlerweile ist die Grundlage für die Förderung von Windenergie in Deutschland das Marktprämienmodell. Dabei ermittelt die Bundesnetzagentur zunächst über eine Ausschreibung monatlich zuzubauender Mengen einen sogenannten anzulegenden Wert. Dies ist der Stromerlös in ct/kWh, für den der Anbieter bereit ist, den entsprechenden Leistungszubau vorzunehmen. Erhält der Anbieter den Zuschlag, so gilt für ihn der von ihm gebotene anzulegende Wert (Pay-as-Bid). Aus der EEG-Umlage wird ihm jeden Monat expost die Differenz zwischen seinem anzulegenden Wert und dem spezifischen Preis, den ein typisches Windprofil im letzten Monat an der EPEX-SPOT erzielt hätte auf die von ihm erzeugte Menge vergütet. Die 2021 kontrahierten anzulegenden Werte liegen bei 6ct/kWh bei einem ungefähren Spotpreisniveau von 2,5 ct/kWh.
Als wichtigstes Kriterium für den Ausbau nennen Gasch u. a. Planungssicherheit, wie sie vor allem bei Mindestpreissystemen auf Basis von Einspeisevergütungen erreicht wird. Erste Gesetze hierzu wurden 1981 in Dänemark, 1991 in Deutschland und 1993 in Spanien erlassen und führten dort zu einem langfristigen und stabilem Ausbau der Windenergie. Als wenig zielführend gelten hingegen Quotensysteme, wie sie in England und bis 2002 in Frankreich existierten; ihr Erfolg wird mit „mäßig bis null“ beziffert. Mittlerweile setzen viele Staaten auf Mindestpreissysteme (z. B. Deutschland, Spanien, Österreich, Frankreich, Portugal, Griechenland, Großbritannien), da auf diese Weise mehr installierte Leistung erzielt wird.
Nach 20 Jahren läuft die Förderung mittels einer festen Einspeisevergütung durch das EEG aus. Dies ist erstmals zum 1. Januar 2021 geschehen. Gleichzeitig wurden Windenergieanlagen traditionell für eine Lebensdauer von 20 Jahren ausgelegt. Ende 2020 wurde befürchtet, dass aufgrund hoher Reparaturkosten und niedriger Börsenpreise hierdurch der Betrieb von vor dem 1. Januar 2021 installierten Windkraftanlagen unwirtschaftlich wird. Als Lösung wird allgemein das Repowering gesehen.

#### Vermeidung externer Kosten
Verglichen mit konventionellen Stromerzeugungsformen weist die Windenergie deutlich geringere externe Kosten auf. Dabei handelt es sich um nicht in die Strompreise mit einfließende Schadenseffekte durch Treibhausgasemissionen, Luftschadstoffe usw., die sich z. B. im Klimawandel, Gesundheits- und Materialschäden sowie landwirtschaftliche Ertragsverluste äußern. Bei Kohlekraftwerken liegen die externen Kosten in Bereich von 6 bis 8 ct/kWh, bei GuD-Kraftwerken bei ca. 3 ct/kWh. Erneuerbare Energien liegen zumeist unter 0,5 ct/kWh, die Photovoltaik im Bereich von 1 ct/kWh. Unter Einbeziehung dieser externen Kosten ergeben sich für die Windkraft deutlich niedrigere Vollkosten als bei der konventionellen Energieerzeugung und damit volkswirtschaftliche Einspareffekte. Unter anderem vermieden Windkraftanlagen 2017 in Deutschland Treibhausgasemissionen in Höhe von 71,2 Mio. Tonnen Kohlenstoffdioxidäquivalent.
Durch die verbesserten Möglichkeiten dezentraler Ökostromerzeugung entfallen im Idealfall Kosten für Hoch- und Höchstspannungsleitungen.

### Energiewirtschaftliche Aspekte

#### Bereitstellungssicherheit

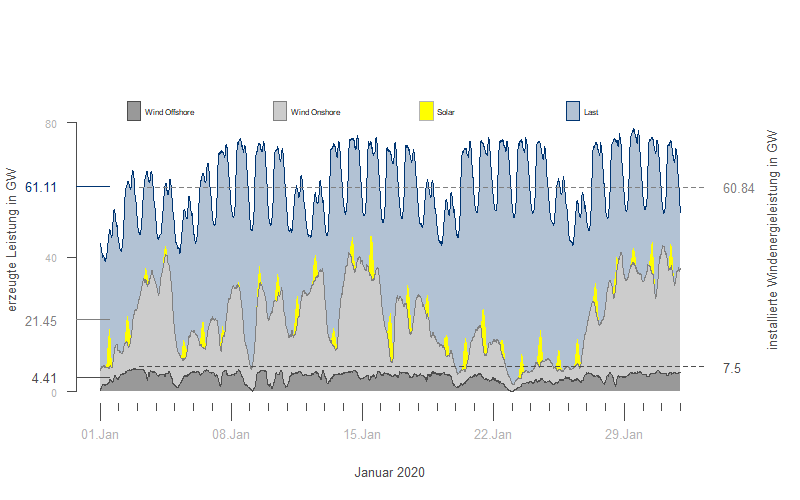
Wind- und Solareinspeisung Januar 2020 in Deutschland und Luxemburg

Windenergie ist Teil eines Energiemix und bildet nur eine Säule der erneuerbaren Energien. Ihr Hauptnachteil ist – insbesondere bei Onshore-Anlagen – die unregelmäßige, mit dem Wind schwankende Leistungsabgabe. Dies zeigt beispielhaft das dargestellte aggregierte Einspeiseprofil der Windparks in Deutschland und Luxemburg vom Januar 2020. Besonders die Onshore-Windeinspeisung zeichnet sich durch eine hohe Volatilität aus. Dagegen zeigt die Offshore-Windeinspeisung ein deutlich günstigeres Profil. Zwischen der mittleren Windeinspeisung insgesamt (an der linken Achse markiert) und der installierten Windleistung insgesamt (rechts markiert) lag im dargestellten Zeitraum ein Faktur von 2,8. Einer mittleren Einspeisung von 21,45 GW stand eine installierte Leistung von 60,84 GW gegenüber. Für Offshore-Windparks lag im selben Zeitraum die installierte Leistung bei 7,5 GW und die mittlere Einspeisung bei 4,41 GW mit nur einem dazwischenliegenden Faktor von 1,7.
Maßgeblich ist die Summe der eingespeisten Windenergie über größere Gebiete. Die großflächige Verteilung von Windkraftanlagen (z. B. im europäischen Maßstab) reduziert die relative Variabilität der Windstromerzeugung deutlich. Hingegen ist die Volatilität der Einspeisung in ganz Deutschland vergleichbar mit der eines einzelnen norddeutschen Standorts. 2012 betrug die maximale (am 3. Januar 2012 gemessene) onshore Einspeisung in Deutschland mit 24.086 MW etwa 78 % der installierten Gesamtnennleistung.

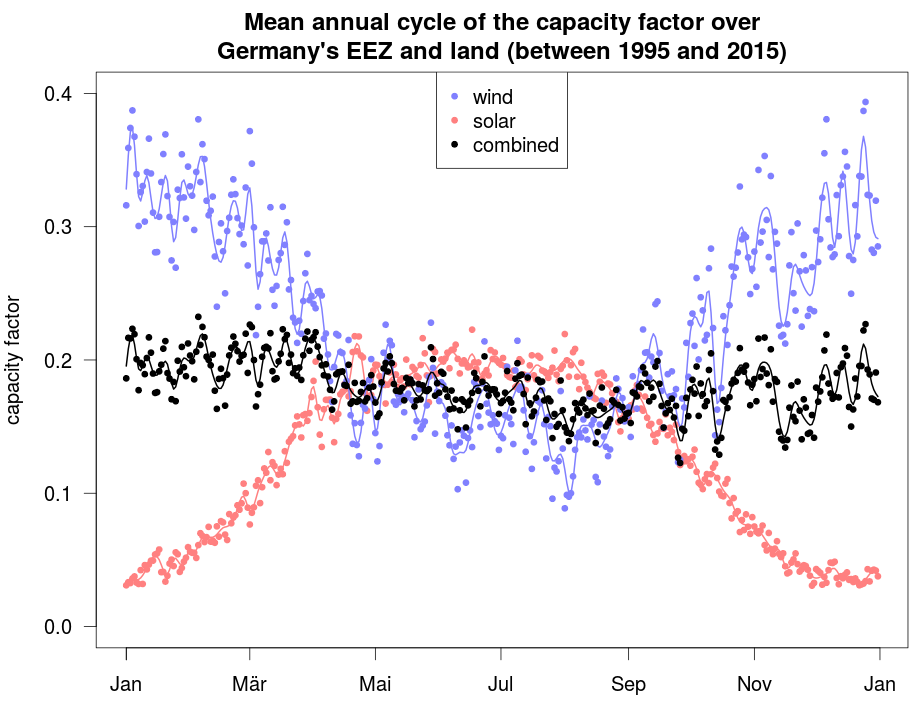
Im langjährigen Mittel gegenläufiges Angebotsverhalten von Wind und Photovoltaik: Kapazitätsfaktoren in Deutschland unter idealisierten Annahmen

Andere erneuerbare Energien können ausgleichend wirken und haben ein im Mittel teils gegenläufiges Angebotsverhalten. Die über mehrere Jahre gemittelte Kurve der Einspeiseleistung von Windenergieanlagen zeigt in Westeuropa im Durchschnitt tagsüber höhere Mittelwerte als nachts und im Winter höhere als im Sommer, sie korreliert somit über den Tagesverlauf wie auch jahreszeitlich mit dem im Mittel benötigten Strombedarf. In Deutschland wird in den Wintermonaten üblicherweise etwa doppelt so viel Windstrom erzeugt wie in den Sommermonaten.
Meteorologische Prognosesysteme ermöglichen es, die von Windparks in das Stromnetz eingespeiste Leistung per Windleistungsvorhersage im Bereich von Stunden bis zu Tagen im Voraus abzuschätzen. Bei einem Vorhersagezeitraum von 48 h bis 72 h beträgt die Genauigkeit 90 %, bei einer 6-Stunden-Vorhersage mehr als 95 %.

#### Regelenergiebedarf
Anlagen über 100 MW müssen nach dem EEG ihre Erzeugung direktvermarkten. Das heißt, sie müssen wie konventionelle Erzeugungsanlagen eine viertelstundengenaue Einspeiseprognose für den Folgetag erstellen und ihre Erzeugung auf dieser Basis an den Energiehandelsmärkten vermarkten. Die Abweichung zwischen tatsächlich viertelstündlich eingespeisten Strommengen und den vermarkteten Mengen wird Ihnen vom Übertragungsnetzbetreiber ebenso wie konventionellen Erzeugern als Ausgleichsenergie in Rechnung gestellt. Große Windanlagenbetreiber tragen also wie konventionelle Erzeuger die wirtschaftlichen Risiken ihrer Prognoseabweichung, allerdings erhalten sie im Gegensatz zu diesen zusätzlich zu den Erlösen aus dem Verkauf an den Stromhandelsmärkten eine sogenannte Marktprämie. Diese wird anlässlich der regelmäßigen Ausschreibungen der Bundesnetzagentur für neuzubauende Windanlagen für jeden bezuschlagten Windpark individuell bestimmt.
Kleinere Anlagen erhalten nach dem EEG weiterhin eine Fixvergütung nach dem EEG und tragen keine wirtschaftlichen Risiken aus der Abweichung. Die Abweichung landet dann direkt beim Übertragungsnetzbetreiber, der auch für die Vermarktung dieser Anlagen zuständig ist.
Obwohl die Abweichung der Windenergieanlagen durch Regelenergie gedeckt werden muss, sind die ausgeschriebenen Mengen für Regelenergie insgesamt in den letzten Jahren nicht gestiegen. Auch Stromausfälle sind in den letzten Jahren eher seltener geworden. Dies bedeutet, dass die unerwarteten Abweichungen durch die installierten Marktmechanismen gut abgefangen werden. Dazu trägt insbesondere der mittlerweile sehr liquide Intradayhandel bei, auf dem kurzfristig bekannt werdende Abweichungen noch bis 5 Minuten vor Lieferung glattgestellt werden können.

#### Auswirkung auf kurzfristige Stromhandelspreise
Die Windenergie trägt als erneuerbare Energie zum Merit-Order-Effekt bei und senkt durch die Verdrängung konventioneller Kraftwerke den Strompreis an der Börse. Die Marktprämie, die den Betreibern zusätzlich zum an der Börse erzielten Preis gezahlt wird, landet als EEG-Umlage beim Verbraucher und wirkt preiserhöhend. Der Nettopreiseffekt hängt von dem Vergleichskraftwerkspark und vielen anderen Effekten wie Windaufkommen und Rohstoffpreisen ab.
Wird an windstarken Tagen viel aus Windenergie erzeugter Strom eingespeist, sinkt der Großhandelspreis an der Strombörse. Ist wenig Windenergie vorhanden, steigt der Preis an der Strombörse. Die Strompreissenkung durch Windenergie entsteht durch die gesetzliche Abnahmepflicht für produzierten Windstrom. Ist viel Strom aus Windenergie verfügbar, wird der Einsatz teurer konventioneller Kraftwerke, insbesondere Gaskraftwerke, („Grenzkosten-Theorie“) vermindert, was zu einem Absinken der Preise an der Strombörse führt. Im Jahr 2007 betrug dieser preisdämpfende Effekt ca. 5 Mrd. Euro. Im 2. Quartal 2008 kostete Strom an der Leipziger Strombörse im Mittel 8,495 ct/kWh, ging aber u. a. durch die verstärkte Einspeisung der erneuerbaren Energien bis 2012 auf ca. 4 ct/kWh zurück. Im Jahr 2022 führte jedoch der extreme Anstieg der Gaspreise über den Merit-Order-Effekt wieder zu einem extremen Anstieg der Strompreise. Die Entspannung auf dem Gasmarkt ließ die extremen Preisausschläge wieder zurückgehen. Das aktuelle Strompreisniveau (2024) an der Börse ist jedoch mit monatlichen Durchschnitts-Spotpreisen zwischen 6,1 und 10,1 ct/kWh und Terminpreisen für die Folgejahre von über 8 ct/kWh trotz gestiegener erneuerbarer Einspeisung unverändert hoch.
Überschüssige Erzeugungsmengen, die nicht produktiv genutzt werden können, äußern sich in Negativ- und Nullpreisen auf dem Strommarkt, die trotz Ausbau des europäischen Verbundnetzes und europaweiter Preiskopplung immer häufiger werden.
| Jahr | in Anzahl Tage | Anzahl Negativstunden + Anzahl Nullstunden |
| ---- | -------------- | ------------------------------------------ |
| 2015 | 25             | 126                                        |
| 2016 | 19             | 97                                         |
| 2017 | 24             | 146 + 3                                    |
| 2018 | 25             | 134 + 4                                    |
| 2019 | 39             | 211 + 1                                    |
| 2020 | 51             | 298 + 4                                    |

Für den Ausgleich der Unstetigkeit des Windes kommt die Umwandlung in Windgas oder auch Einspeisung in Wärmenetze über Power-to-Heat in Frage. Weitere Möglichkeiten, zukünftig den Anteil an Windstrom an der Gesamtstromerzeugung weiter zu erhöhen, sind:
- Verstärkung und Vermaschung des Hochspannungsnetzes mit benachbarten Regelzonen bzw. weiter entfernten Regionen und strategische Verteilung von Windkraftanlagen im so gebildeten Großraum,[72]
- Demand Side Management durch intelligente Stromnetze,
- Kombination mit weiteren grundlastfähigen regenerativen Energien zur Glättung der Einspeisung,[47]
- Auslegung der Windkraftanlagen auf einen höheren Kapazitätsfaktor durch Erhöhung der Rotorfläche bei gleichbleibender Nennleistung,
- Erhöhung der installierten Nennleistung und zeitweise Abschaltung bei Leistungsüberschuss,
- Verbesserte Energiespeicherung,[73] zum Beispiel durch Hubspeicherkraftwerke und Druckluftspeicherkraftwerke.

Möglicher großflächiger Nichtverfügbarkeit von Windenergie wurde mit einer strategischen Kapazitätsreserve Rechnung getragen.

#### Einspeisemanagement - Netzengpassmanagement
Aufgrund begrenzter Netzkapazitäten kann es insbesondere während Starkwindphasen lokal bzw. regional zu Abschaltung bzw. Drosselung von Windkraftanlagen kommen (sogenanntes Einspeisemanagement). Die Abregelungsmengen wie auch die gezahlten Vergütungen für nicht erzeugten Strom, genannt Ausfallarbeit, stiegen in den letzten Jahren weitgehend kontinuierlich an.
| Jahr | Umfang in GWh | Kosten in Mio. € |
| ---- | ------------- | ---------------- |
| 2013 | 555           | 44               |
| 2014 | 1.581         | 83               |
| 2015 | 4.722         | 478              |
| 2016 | 3.743         | 373              |
| 2017 | 5.518         | 610              |
| 2018 | 5.403         | 635,4            |
| 2019 | 6.482         | 709,5            |
| 2020 | 6.146         | 761,2            |

Der größte Teil der Ausfallarbeit in Deutschland beruht auf fehlenden Netzkapazitäten. 2020 trug die Windenergie an Land zu 67 %, die Windenergie auf See mit knapp 29 % bei. Abgeregelt wurden die Anlagen insbesondere in Schleswig-Holstein (50 %), gefolgt von Niedersachsen (34 %). 69 Prozent der Abregelungen wurden im Verteilernetz vorgenommen, allerdings lag der verursachende Netzengpass zu rund 79 Prozent im Übertragungsnetz bzw. in der Netzebene zwischen Übertragungs- und Verteilernetz.
In zahlreichen, zumeist dieselgestützten Inselnetzen mit Windstromeinspeisung (Australien, Antarktis, Falklands, Bonaire), werden neben dem Demand Side Management zudem Batterien und teilweise auch Schwungradspeicher zur kurz- und mittelfristigen Netzstabilisierung und -optimierung eingesetzt, wobei relativ schlechte Wirkungsgrade aus wirtschaftlichen Gründen (Reduktion des sehr teuren Dieselstromanteils) akzeptiert werden können. Speicherung von Windstrom durch Wasserstoffelektrolyse und -verbrennung (siehe Wasserstoffspeicherung, Wasserstoffwirtschaft) und Schwungradspeicher wurde in einem Modellprojekt auf der norwegischen Insel Utsira erprobt, konnte aber bei Projektabschluss im Jahr 2011 keine wirtschaftliche Tragfähigkeit nachweisen.

#### Blindleistungsregelung
Ältere drehzahlstarre Windenergieanlagen mit Asynchrongeneratoren, die in der Frühphase der Windenergienutzung (d. h. von den 1970er bis in die frühen 1990er Jahre) zum Einsatz kamen, haben zum Teil Eigenschaften, die bei einem starken Ausbau Probleme im Netzbetrieb bereiten können; dies betrifft vor allem den sog. Blindstrom. Dem kann durch Blindstromkompensation abgeholfen werden; moderne drehzahlvariable Anlagen mit elektronischem Stromumrichter können den Blindstromanteil ohnehin nach den Anforderungen des Netzes beliebig einstellen und auch Spannungsschwankungen entgegenwirken, so dass sie sogar zur Netzstabilisierung beitragen können. Im Zuge des sogenannten Repowering sind zahlreiche alte Anlagen abgebaut worden.

### Politische und ökologische Aspekte heutiger Nutzung

#### Nachhaltigkeit

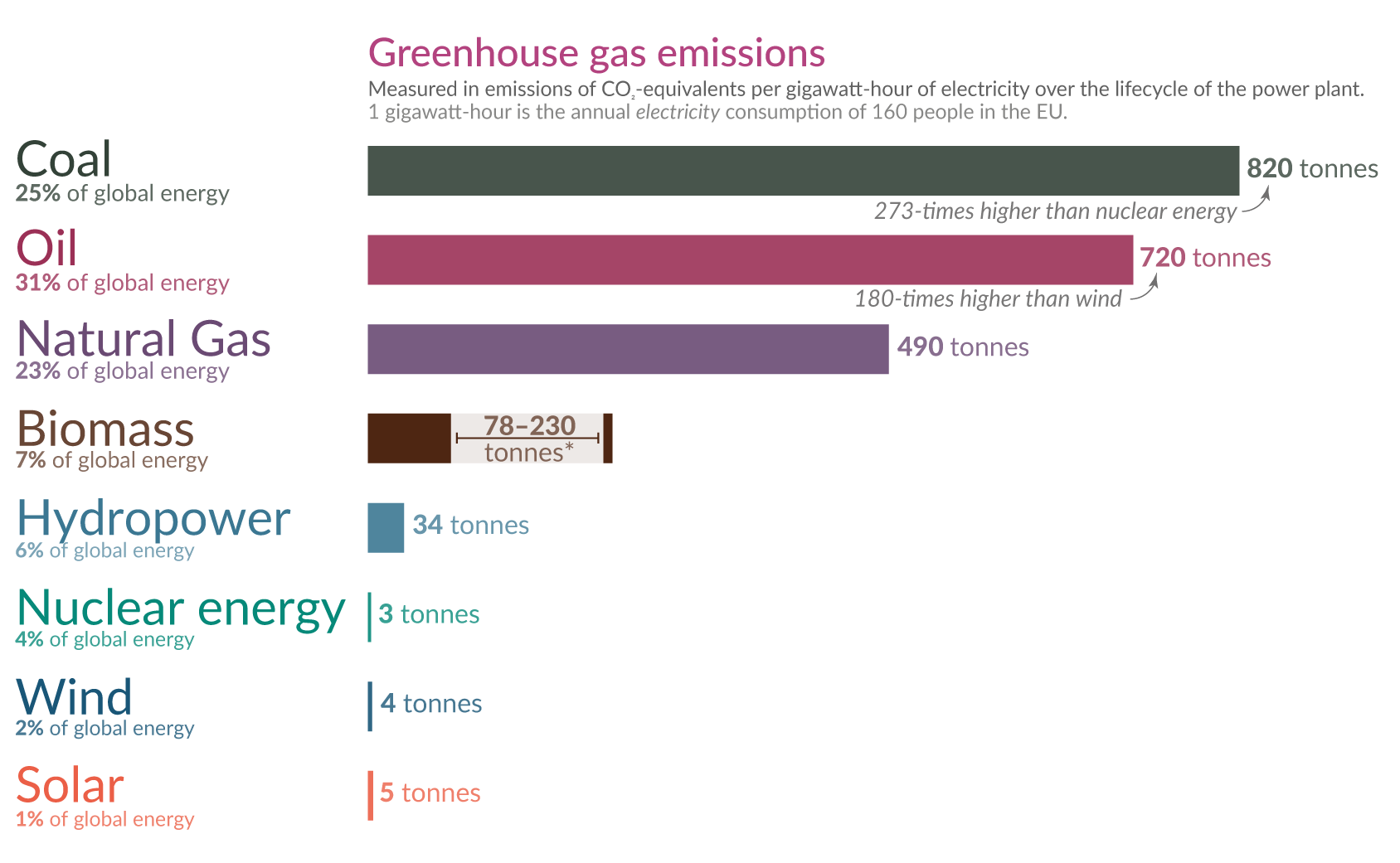
Treibhausgase nach Energiequelle. Windenergie ist eine der Energiequellen mit den wenigsten Treibhausgasen.

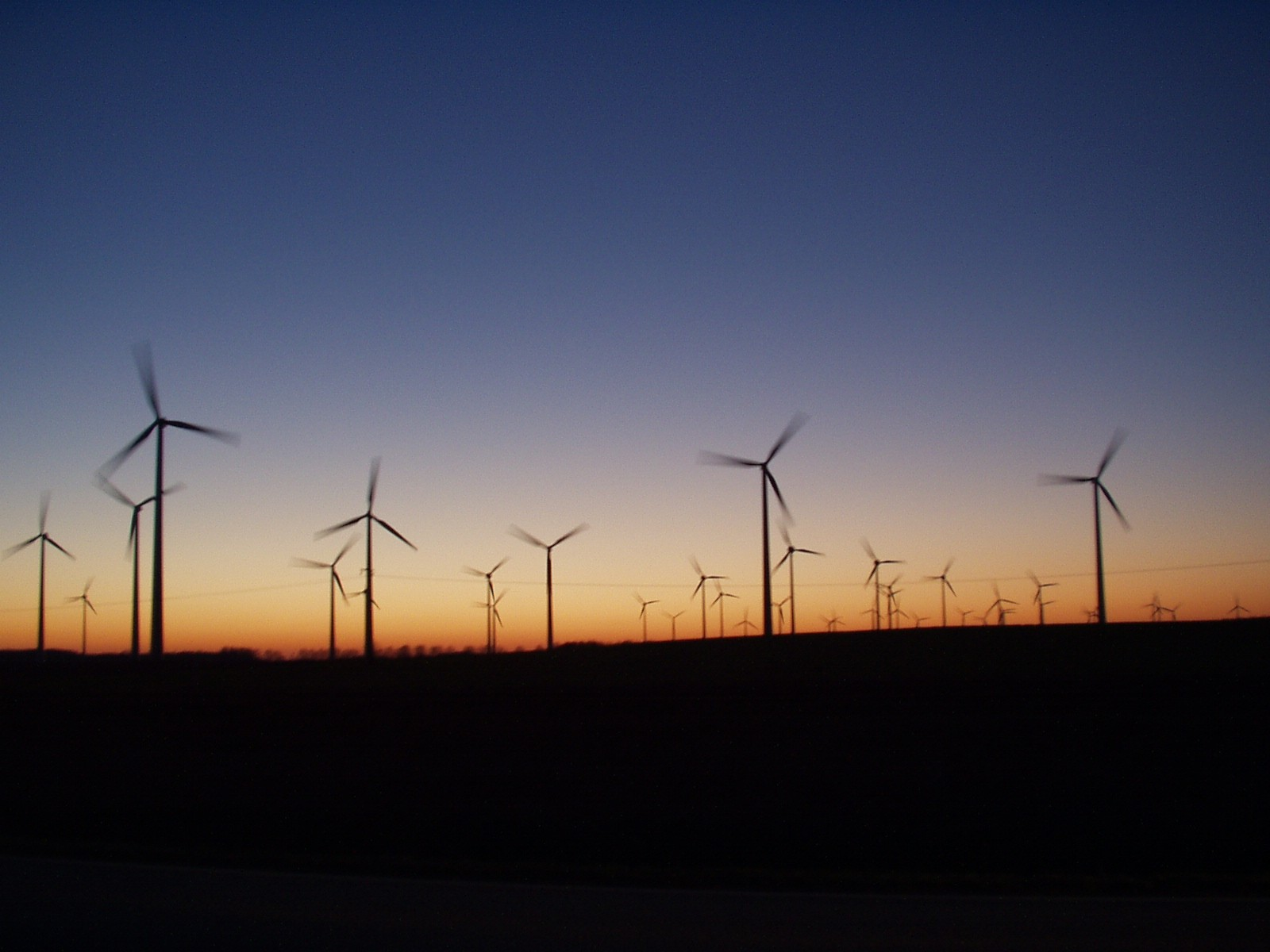
Windpark in Mecklenburg

Die Windenergie gehört zu den umweltfreundlichsten, saubersten und sichersten Energieressourcen. Ihre Nutzung wird in der wissenschaftlichen Literatur – auch verglichen mit anderen regenerativen Energien – zu den umweltschonendsten Energiegewinnungsformen gerechnet. Wie andere Arten der Energiegewinnung ist auch die Windstromerzeugung mit Eingriffen in die Umwelt verbunden, jedoch sind diese bei der Windenergie gering, leicht zu beherrschen und treten ausschließlich lokal auf. Verglichen mit den Umweltbelastungen der konventionellen Energieerzeugung sind sie vernachlässigbar.
Wie auch andere erneuerbare Energien ist die Energie des Windes nach menschlichem Ermessen zeitlich unbegrenzt verfügbar und steht somit im Gegensatz zu fossilen Energieträgern und Kernbrennstoffen dauerhaft zur Verfügung. Ebenfalls entsteht bei der Windenergienutzung nahezu keine Umweltbelastung infolge von Schadstoffemissionen, wodurch die Windenergie als wichtiger Baustein der Energiewende sowie einer nachhaltigen und umweltschonenden Wirtschaftsweise angesehen wird. Da sie zugleich weltweit und im Überfluss vorhanden ist und ihre Wandlung vergleichsweise kostengünstig ist, wird davon ausgegangen, dass sie in einem zukünftigen regenerativen Energiesystem zusammen mit der Photovoltaik den Großteil der benötigten Energie bereitstellen wird.
Aufgrund ihres sehr geringen CO2-Ausstoßes von ca. 9,4 g/kWh gilt sie darüber hinaus als wichtiges Mittel im Kampf gegen die globale Erwärmung. Zudem gibt es bei der Windenergie keine Risiken von großen oder extrem großen Umweltschädigungen wie bei der Kernenergie infolge von schweren Unfällen. Über 20 Betriebsjahre liefert eine 5-MW-Anlage bei jährlich 2000 Volllaststunden insgesamt 200 Millionen kWh Ökostrom, wodurch 120.000 Tonnen Kohlenstoffdioxid eingespart werden können.
Befürworter der Windenergie versprechen sich von ihrer Nutzung zudem mehr Gerechtigkeit, da auf diese Weise insbesondere vor dem Hintergrund steigender Preis für fossile Energieträger auch Staaten ohne Energieressourcen einen höheren Grad der Selbstversorgung bis hin zur Autarkie in der Energieversorgung erreichen könnten.
Moderne Windenergieanlagen besitzen eine kurze energetische Amortisationszeit von nur wenigen Monaten.
Bislang nicht gelöst ist das Problem des Recyclings ausgedienter Windkraftanlagen, da die vorhandenen Kapazitäten für die Entsorgung von Windkraftanlagen für die in den nächsten Jahren entstehenden Mengen nicht ausreichen und Verfahren zur Verwertung der aus Verbundwerkstoffen aus verklebten Glas- und Kohlenstofffasern bestehenden Rotorblätter noch entwickelt werden müssen. Nach Feststellungen in einer durch das Umweltbundesamt veröffentlichten Studie werden bei dem Zersägen der Rotorblätter lungengängige Stoffe freigesetzt, die das Lungenkrebsrisiko erhöhen, und eine Verbrennung der verwendeten carbonfaserverstärkten Verbundwerkstoffe ist nur unter extremen Bedingungen möglich.

#### Flächenverbrauch

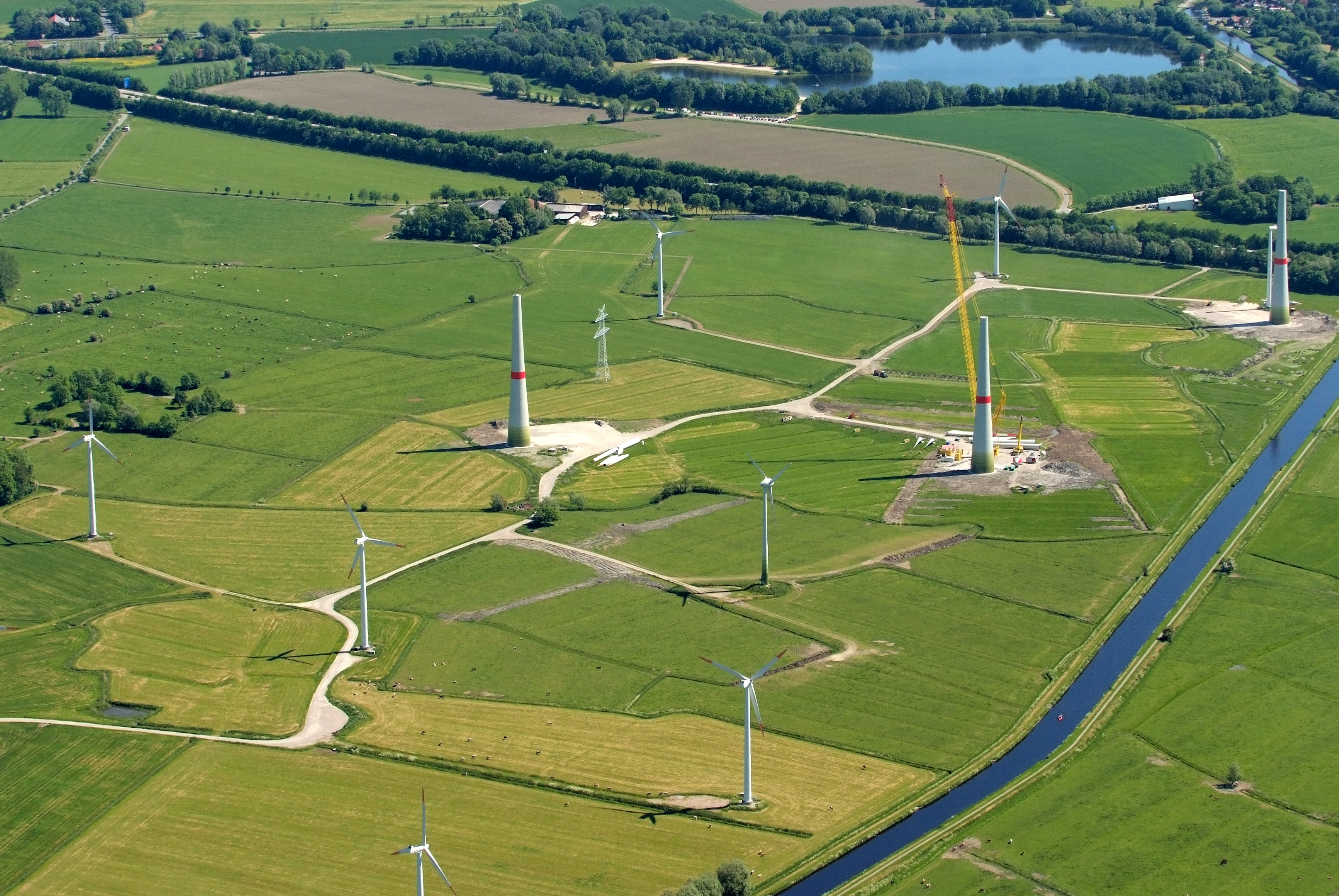
Luftbild eines Windparks in Norddeutschland. Der dauerhafte Flächenbedarf ist geringer als der Flächenbedarf für den Kran sowie die Bauteile während der Bauzeit. Die dauerhaft beanspruchte Fläche ist bei den größeren neuen Anlagen jedoch größer als bei den kleineren Bestandsanlagen.

Die Energieerzeugung aus Windenergie weist insgesamt einen vergleichsweise niedrigen Flächenverbrauch auf. Die von ihr ausgehende Flächenversiegelung durch die Fundamente ist verglichen mit konventionellen Energiegewinnungsformen sehr gering. Grund hierfür ist, dass die eigentliche Energiegewinnung in der Höhe stattfindet. Nahezu 99 % der von einem Windpark beanspruchten Fläche können weiterhin für ihre ursprünglichen Zwecke genutzt werden. Als Standort werden zumeist landwirtschaftliche Flächen gewählt. In Deutschland stehen etwa 95 % aller Windkraftanlagen auf landwirtschaftlicher Fläche, 3,3 % stehen in Wald- oder Forstgebieten und 1,5 % auf sonstigen Standorten.
Für eine moderne Windkraftanlage geht man von circa 0,4 ha (4.000 m²) beanspruchter Fläche aus. Die Fundamentfläche moderner Anlagen der 3-MW-Klasse liegt bei ca. 350–500 m², die größten derzeit errichteten Windkraftanlagen vom Typ Enercon E-126 liegen bei einer Leistung von 7,6 MW bei einer Fundamentfläche von etwa 600 m². Hinzu kommt bei Verwendung eines Mobilkranes die Kranstellfläche mit einem Flächenverbrauch von circa 0,3 ha, die während des Betriebes der Anlage dauerhaft erhalten bleibt. Kranstellflächen werden zumeist geschottert, wodurch sie wasserdurchlässig bleiben und nicht zur Bodenversiegelung beitragen. Kommt zur Errichtung der Anlage ein Turmdrehkran zum Einsatz, reduziert sich der Flächenbedarf für die Montage des Krans und der Windkraftanlage auf rund 0,12 ha. Daneben kann ggf. ein Neu- oder Ausbau der Zuwegung zur Anlage notwendig werden, zudem wird während der Bauphase temporär eine Bedarfsfläche von 0,2–0,3 ha für die Lagerung und evtl. Vormontage von Anlagenteilen benötigt.
Insgesamt betrug der Flächenverbrauch von Windkraftanlagen in Deutschland im Jahr 2011 rund 100 km². Zum Vergleich: Laut Statistik der Kohlenwirtschaft wurde Stand 2017 seit Beginn der Abbautätigkeiten für Braunkohle in Tagebauen in Deutschland insgesamt 1773 km² Fläche in Anspruch genommen, von der etwa 69,7 % bis Ende 2016 bereits rekultiviert wurden. Dabei wurden mehr als 300 Siedlungen für den Braunkohlebergbau aufgegeben und ca. 100.000 Menschen umgesiedelt. Der Anteil der Braunkohle am deutschen Stromverbrauch lag 2017 grob beim 1,5-fachen der Windstromerzeugung. Geht man von einer Stromproduktion von 6–8 Mio. kWh jährlich und einem Flächenverbrauch von 4.000 m² aus, was typische Werte für eine moderne Binnenlandanlage der 3-MW-Klasse sind, so ergibt sich ein Stromertrag von 1.500–2.000 kWh pro m² Gesamtfläche pro Jahr. Auf Starkwindstandorten liegt der Flächenertrag noch deutlich höher. Zum Vergleich: Bei der Nutzung von Energiemais als Substrat für Biogasanlagen ergeben sich pro Jahr nutzbare Biomethanausbeuten von ca. 45 MWh pro ha bzw. 4,5 kWh pro m² und Jahr. Hiervon kann in einer Biogasanlage ca. 35–40 % in Strom gewandelt werden.
In Deutschland vereinbarte die Ampel-Regierung, dass 2 % der Landesfläche für Windenergie zur Verfügung stehen sollen. Dies entspricht nicht ganz der Fläche von Straßen (2,6 %) und Gewässern (2,3 %). Von diesen 2 % wird wiederum nur ein kleiner Teil tatsächlich für die Windkraftanlagen, Zuwege usw. benötigt, während der Großteil weiter für Landwirtschaft usw. zur Verfügung steht. Setzt man den Wert von 4600 m² Flächenverbrauch für Windkraftanlagen im Wald an, der im offenen Gelände wahrscheinlich zu hoch gegriffen ist, und geht von 5 Windkraftanlagen pro Quadratkilometern aus, so würden von den 2 % Landesfläche nur 2,3 % tatsächlich durch die Windenergie beansprucht. Auf Deutschland hochgerechnet entspricht dies ca. 0,05 Prozent der Landesfläche.

#### Arbeitsplatz-Zahlen

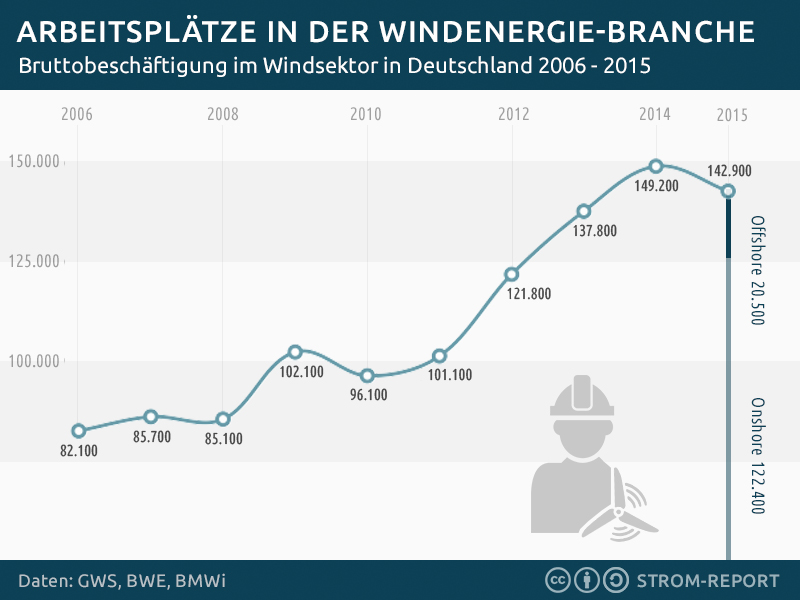
Arbeitsplätze in der Windenergie-Branche in Deutschland 2003–2013

Die Windenergietechnik erfordert bei gleicher Stromerzeugung ein Mehrfaches an Arbeitsplätzen, verglichen mit konventionellen Kraftwerken. Verglichen mit Kohlekraftwerken, die mit importierter Steinkohle betrieben werden, ist die Zahl der Arbeitsplätze pro generierter kWh um den Faktor 4 höher, verglichen mit Kernkraftwerken etwa um den Faktor 10.
Weltweit waren im Jahr 2017 ca. 1,148 Millionen Menschen in der Windenergie-Branche beschäftigt, 2023 waren es etwa 1,4 Millionen. In Deutschland stieg die Zahl der Arbeitsplätze von etwas mehr als Hunderttausend im Jahr 2011 auf rund 149.000 im Jahr 2014 an, etwa 130.500 davon im Bereich Onshore- und etwa 18.700 im Bereich Offshore-Windenergie. 2015 waren etwa 80 Prozent dieser Arbeitsplätze im Bereich Produktion und 20 Prozent in Betrieb und Wartung. Laut einer Studie der 'Gesellschaft für Wirtschaftliche Strukturforschung' (GWS) erstrecken sich die Beschäftigungseffekte auf alle Bundesländer, nicht nur auf die vorwiegend in Norddeutschland befindlichen Zentren des Ausbaus.
2016 waren in Deutschland insgesamt 161.000 Menschen in der Windenergiebranche beschäftigt. Mit dem Einbruch des deutschen Windenergiemarktes fiel diese Zahl laut IG Metall im Jahr 2017 um 26.000 und von 2018 bis Mitte 2019 um weitere 8.000 bis 10.000.

#### Hemmnisse beim Ausbau
In Deutschland stagniert der Ausbau der Onshore-Windenergie seit 2018. Der Brutto-Zubau der Windenergie an Land lag 2019 auf dem tiefsten Stand seit Einführung des EEG und betrug 1 Gigawatt (GW) bzw. 325 Anlagen. Als Hauptgrund für die Stagnation wird die Genehmigungssituation gesehen, insbesondere die Pflicht zum bundesweiten Ausschreiben neuer Windkraftanlagen seit 2017 und Förderzusagen an immissionsschutzrechtlich noch nicht genehmigte Windenergieprojekte. Auch fehlende Flächen, zunehmende Klagen von Naturschutzverbänden und Konflikte mit der Luftverkehrssicherung spielen eine Rolle.

#### Gesellschaftliche Akzeptanz
Eine große Mehrheit der Bevölkerung befürwortet die Windenergienutzung, auch in Regionen noch ohne Windkraftanlagen, wie Umfragen international belegen (Deutschland, Schweiz, USA). In der Vergangenheit gründeten sich trotzdem gelegentlich Bürgerinitiativen gegen geplante Projekte.

#### Umweltauswirkungen
Da eine Windkraftanlage aus der Energie des Windes Elektrizität erzeugt, muss der Wind hinter der Anlage weniger Energiegehalt aufweisen als vor ihr. Eine Windkraftanlage wirft immer einen Windschatten auf die windabgewandte Seite (Leeseite). Hinter der Anlage entsteht stets ein Nachlauf (Wake-Effekt), ein turbulenter Windschweif mit einer geringeren Geschwindigkeit im Vergleich zum Wind vor der Anlage. Hierdurch entstehen Strömungen und Verwirbelungen. Windparks durchmischen die unteren Luftschichten, was insbesondere in der Nacht zu lokaler Erwärmung führt. Eine Studie, der ein Szenario zugrunde liegt, dass die USA den gesamten derzeitigen Strombedarf aus Windkraft deckt, kommt zu dem Schluss, dass sich dadurch die Luft in 2 m Abstand zur Erdoberfläche auf dem Gebiet der USA um durchschnittlich 0,24 °C erwärmen würde. Als Ursache wurde neben dem direkten Durchmischungseffekt auch die Erhöhung des vertikalen Gradienten der Windgeschwindigkeit genannt, was verstärkte Turbulenzen bewirke. Im Gegensatz zur durch Treibhausgase hervorgerufenen globalen Erwärmung kommt es also nicht zu einer Erhöhung der in der Atmosphäre befindlichen Wärmeenergie, sondern zu einer Umverteilung bereit vorhandener Energie. Langfristig würde sich diese Erwärmung der oberflächennahen Luftschicht zugleich mit der Abkühlung aufgrund geringerer Kohlendioxid-Emissionen relativieren. Insgesamt seien die klimatischen Effekte der Windenergie nicht notwendigerweise vernachlässigbar, aber klein im Vergleich zur Verbrennung fossiler Brennstoffe. Zugleich schneide die Windenergie „pro gewonnener Energieeinheit in jeglicher vernünftigen Maßeinheit langfristiger Umweltauswirkungen“ besser ab als fossile Brennstoffe.
Laut einer Mitteilung des Westdeutschen Rundfunks sind die Umweltkosten der Windenergie am geringsten. Sie betragen 0,28 ct/kWh, wobei 0,18 ct davon auf Treibhausgase entfallen (Herstellung, Transport, Rückbau, Recycling).

### Internationale Entwicklung

#### Globale Statistik
| Platz | Staat          | Leistung in MW |
| ----- | -------------- | -------------- |
| 01    | China          | 474.600        |
| 02    | USA            | 150.455        |
| 03    | Deutschland    | 69.475         |
| 04    | Indien         | 44.736         |
| 05    | Spanien        | 30.748         |
| 06    | Großbritannien | 30.036         |
| 07    | Brasilien      | 28.580         |
| 08    | Frankreich     | 23.474         |
| 09    | Kanada         | 16.986         |
| 10    | Schweden       | 16.251         |
| 11    | Italien        | 12.012         |
| 12    | Australien     | 11.989         |
| 13    | Türkei         | 11.697         |
| 14    | Niederlande    | 11.015         |
| 15    | Polen          | 9.383          |
| 16    | Mexiko         | 8.310          |
| 17    | Dänemark       | 7.107          |
| 18    | Finnland       | 6.946          |
| 19    | Portugal       | 5.804          |
| 20    | Belgien        | 5.315          |
| 21    | Griechenland   | 5.226          |
| 22    | Japan          | 5.214          |
| 23    | Norwegen       | 5.130          |
| 24    | Vietnam        | 4.910          |
| 25    | Chile          | 4.800          |
| 26    | Irland         | 4.713          |
| 27    | Österreich     | 3.885          |
| 28    | Argentinien    | 3.705          |
| 29    | Südafrika      | 3.560          |
| 30    | Rumänien       | 3.077          |
|       | Weltweit       | 1.051.079      |

International liegen nach installierter Leistung die Volksrepublik China, USA, Deutschland, Indien und Spanien auf den ersten fünf Rängen. Österreich lag Ende 2017 mit 2828 MW außerhalb der Top 20, die Schweiz verfügt bisher nur über eine geringe Windenergieleistung. 2017 deckte die Windenergie in mindestens 13 Staaten mehr als 10 % des Elektrizitätsbedarfes. Auch in der EU lag der Anteil mit ca. 11,6 % über diesem Wert, wobei insgesamt 8 EU-Mitgliedsstaaten über dem Durchschnitt lagen. Den höchsten Windstromanteil hatte mit 43,4 % Dänemark. Ein besonderes schnelles Wachstum hatte Uruguay vorzuweisen, das den Windstromanteil in nur drei Jahren von 6,2 auf 26,3 % steigerte.
Die Ende 2017 weltweit installierte Leistung hat ein Stromerzeugungspotenzial, das 5,6 % des Weltstromverbrauchs entspricht. Das Regelarbeitsvermögen der rund 142 GW, die Ende 2015 in der EU installiert waren, liegt in einem durchschnittlichen Jahr bei 315 TWh, entsprechend 11,4 % des Elektrizitätsbedarfes der EU.
In Deutschland, Dänemark und Spanien gab es über Jahre eine durch den politischen Willen getragene gleichmäßige Entwicklung der Windenergie. Dies hat zur Entwicklung eines neuen Industriezweiges in diesen drei Staaten geführt. Im Jahre 2009 hatten die führenden Hersteller mit Standorten in Deutschland noch einen Anteil von mehr als 36 %, zwei Jahre später hatten allein die fünf größten asiatischen Unternehmen einen Anteil von 36 % am Weltmarkt erreicht. Insgesamt decken die zehn Top-Firmen der Windenergiebranche rund 80 % des weltweiten Bedarfes ab. Deutschland ist einer der Hauptexporteure von Windkraftanlagen.
2024 wurden weltweit ca. 117 GW neu installiert, fast 80 GW davon in der Volksrepublik China.
Quelle: GWEC

#### Europa
In den 27 Staaten der Europäischen Union waren Ende 2024 Windenergieanlagen mit einer installierten Leistung von 230,98 GW in Betrieb. Davon befanden sich 210,36 GW an Land (91,1 %) und 20,62 GW im Meer (8,9 %). 2023 und 2024 deckte Wind jeweils 19 % des Strombedarfs der EU. Der Neuzubau im Jahr 2024 hatte 12,86 GW betragen, davon 1,39 GW offshore.
In ganz Europa, einschließlich Norwegen (5,19 GW), Großbritannien (31,64 GW), der Ukraine (1,95 GW) und der Türkei (13,79 GW), waren Ende 2024 insgesamt 284,91 GW installiert. 2024 lieferte Wind – wie auch 2023 – 20 % des europäischen Bedarfs an elektrischer Energie.

#### Deutschland
Die Windenergie ist die wichtigste Form der Stromerzeugung in Deutschland. Im Jahr 2024 lieferten Windkraftanlagen rund 136,4 TWh elektrische Energie, deutlich mehr als Braunkohlekraftwerke, die mit 71,1 TWh auf Rang zwei lagen. Ende 2024 waren in Deutschland 72,67 GW Windenergie installiert, davon 63,55 GW an Land (87,4 %) und 9,12 GW (12,6 %) in Offshore-Windparks.

#### Australien
In Australien waren Ende 2023 Windkraftanlagen mit einer Leistung von 11,48 GW installiert (2022: 10,54 GW). Sie befanden sich alle an Land.

#### Belgien
Für Belgien waren Ende 2024 Windenergieanlagen mit einer Gesamtleistung von 5,65 GW in Betrieb, davon 3,39 GW an Land (60,0 %) und 2,26 GW im Meer (40,0 %). Wind lieferte 2024 insgesamt 16 % des belgischen Strombedarfs (2023: 18 %).

#### Brasilien
Brasilien hatte Ende 2023 eine installierte Leistung von 30,45 GW (2022: 25,63 GW).

#### Chile
In Chile waren Ende 2023 Windkraftwerke mit einer installierten Gesamtleistung von 4,58 GW installiert (2022: 3,89 GW).

#### Dänemark

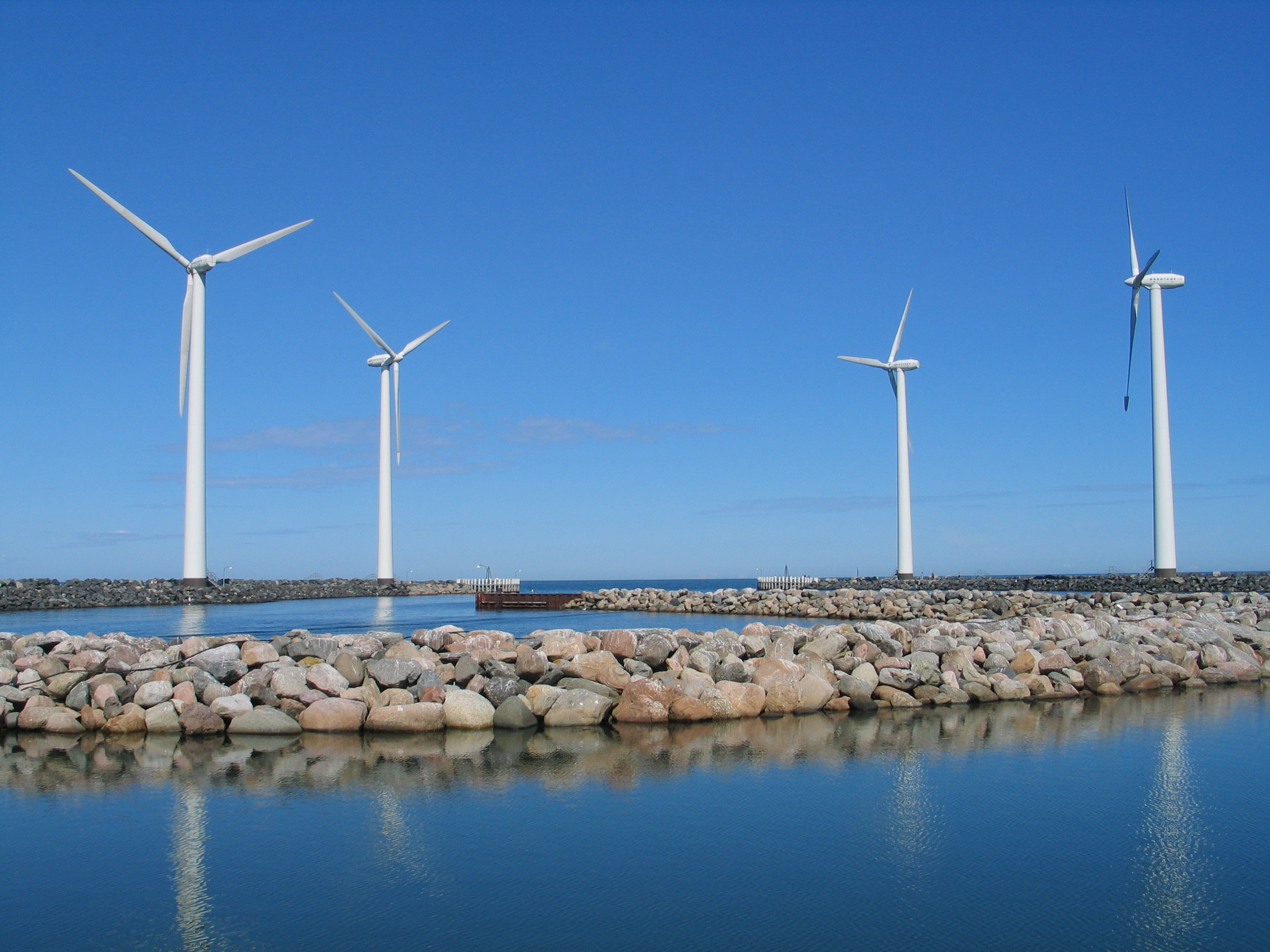
Windenergieanlagen in Dänemark

Dänemark war u. a. aufgrund seiner durch die geographische Lage des Landes bedingten guten Windbedingungen sowie der Tradition der Windenergienutzung, auf die in den 1970er Jahren institutionell wie technologisch aufgebaut werden konnte, der Pionier in der Entwicklung der modernen Windkrafttechnik (siehe auch Geschichte der Windenergienutzung). Von Dänemark aus verbreitete sich die Windenergienutzung ab den 1970er Jahren weltweit. Bereits 1981 wurde ein erstes Einspeisegesetz eingeführt, das Windstromproduzenten einen festen Preis pro kWh zusicherte und damit Investitionssicherheit schuf. Im Jahr 2012 überstieg der Anteil der Windenergie am dänischen Stromverbrauch zum ersten Mal die 30-%-Marke. Bis 2020 sollte der Anteil gemäß den Ausbauplanungen der dänischen Regierung 50 % betragen. Im Jahr 2019 deckte Windstrom 47 % des dänischen Strombedarfes. 2015, als ca. 42 % Windstromanteil erreicht wurden, wurden ca. 14,1 TWh Windstrom produziert.
Dänemark setzt sowohl auf die Windenergie an Land als auch auf die Windkraft im Meer (Offshore-Windenergie). Im Gegensatz zu Deutschland, wo die meisten Offshore-Windparks zum Schutz des Wattenmeers sowie aus Sorge um touristische Belange weit vor der Küste geplant sind, sind die dänischen Windparks vor allem im küstennahen Bereich in geringen Wassertiefen zu finden. Bedeutende Offshore-Windparks sind Horns Rev, Nysted und Anholt. Im März 2013 überschritt die in Offshore-Windparks installierte Anlagenleistung 1000 MW. Nach einer Untersuchung aus dem Jahr 2020 sieht die dänische Windagentur ein Potenzial von bis zu 18 GW.

#### Japan
In Japan waren Ende 2023 landgestützte Windkraftanlagen mit einer Leistung von 5,03 GW installiert, (2022: 4,53 GW), dazu kamen 0,19 GW im Meer.
In Japan gibt es ähnlich wie in Deutschland einen festen Vergütungssatz für erneuerbare Energien. Die Vergütung für elektrischen Strom aus Windenergieanlagen beträgt seit 1. Juli 2012 mit 23,1 Yen pro kWh (umgerechnet 24 Cent im Berichtsmonat Juli 2012) deutlich mehr als in anderen Ländern. Stand Ende 2019 hatte Japan 4 GW an Erzeugungskapazität aus Wind. Nach Plänen der japanischen Regierung soll bis 2040 allein Offshore 30-45 GW an Erzeugungskapazität aufgebaut werden.

#### Niederlande
Die Niederlande hatten Ende 2024 Windenergieanlagen mit einer installierten Gesamtleistung von 11,71 GW, davon 6,97 GW an Land (59,5 %) und 4,74 GW im Meer (40,5 %). Sie lieferten 2024 zusammen 29 % des niederländischen Strombedarfs.

#### Österreich
| Bundesland        | Anzahl WEA | Leistung   |
| ----------------- | ---------- | ---------- |
| Burgenland        | 0456       | 1419,3 MW  |
| Kärnten           | 00010      | 00027,7 MW |
| Niederösterreich  | 0823       | 2199,59 MW |
| Oberösterreich    | 0031       | 0050,27 MW |
| Salzburg          | –          | –          |
| Steiermark        | 0122       | 0324,15 MW |
| Tirol             | –          | –          |
| Vorarlberg        | –          | –          |
| Wien              | 0009       | 0007,4 MW  |
| Österreich gesamt | 1.451      | 4.028 MW   |

Ende 2024 waren in Österreich 1.451 Windenergieanlagen (WEA) mit einer Gesamtleistung von 4.028 MW in Betrieb. Sie produzieren rechnerisch genug Strom für 2,65 Millionen Haushalte, also für mehr als die Hälfte der österreichischen Haushalte.
2014 war mit zusätzlichen 411 MW Windkraftleistung das bisher stärkste Ausbaujahr in Österreich (Stand 2023). Fast die Hälfte davon (192 MW) wurde im Burgenland errichtet. Das Burgenland ist seit März 2013 rechnerisch stromautark.
Die Gesamtproduktion aller Windräder Österreichs belief sich 2024 auf 9,37 TWh. Dies entsprach etwa 15,4 Prozent des gesamten 2024 in Österreich öffentlich erzeugten Stroms. 2019 wurden etwa 13 % des österreichischen Strombedarfs aus Windkraft gedeckt, 2020 waren es 12 %, 2021 waren es 11 % und 2022 wieder rund 12 %.
In Oberzeiring in der Steiermark wurde 2002 der Tauernwindpark (damals 11 × 1,75 MW = 19,25 MW Gesamtleistung) errichtet, welcher Österreichs bisher höchstgelegener Windpark auf 1900 m Seehöhe ist. Er umfasst nach einem im Jahr 2019 abgeschlossenen Umbau zehn Anlagen mit einer Gesamtleistung von 32 MW.
Mit Abstand am meisten Windenergie wird in Niederösterreich produziert, siehe auch die Liste von Windkraftanlagen in Niederösterreich. Allerdings nahm der dortige Ausbau von 2015 bis 2020 deutlich ab.
In Vorarlberg steht noch kein größeres Windkraftwerk. Planungen für einen Windpark auf dem Pfänder wurden begonnen, nach der Ausweisung eines Wasserschutzgebiets 2023 aber wieder zurückgestellt.

#### Polen
In Polen waren Ende 2024 Windenergieanlagen mit einer Gesamtleistung von 10,23 GW installiert; sie befanden sich alle an Land. Sie trugen 14 % des benötigten polnischen Stroms bei.

#### Portugal
Bis Ende 2024 hatte Portugal eine installierte Windkraftleistung von 5,96 GW aufgebaut. Der Windstromanteil am gesamten portugiesischen Stromverbrauch im Jahr 2024 betrug 28 %.

#### Schweden
Ende 2024 lag die in Schweden installierte Gesamtleistung der Windkraftwerke bei 17,20 GW. Der Anteil des Windstroms am gesamten schwedischen Verbrauch lag 2024 bei 31 %.

#### Schweiz

Windenergie in der Schweiz, installierte Leistung und Produktion

Die erste Windkraftanlage der Schweiz wurde 1986 in Langenbruck BL vom Ökozentrum in Betrieb genommen.
Ab 1996 entstand mit dem Windkraftwerk Mont Crosin im Kanton Jura der erste leistungsstarke Windpark in der Schweiz; er wurde bis 2013 auf eine Leistung von 29 MW ausgebaut. Auf der Gütsch ob Andermatt steht auf rund 2300 m über dem Meeresspiegel der Windpark Gütsch, er hat seit 2012 vier Anlagen mit insgesamt 3,3 MW Leistung. Der Windpark Gries ist Europas höchstgelegener Windpark und steht auf rund 2500 m über dem Meeresspiegel beim Gries-Stausee im Kanton Wallis; es handelt sich um vier Enercon-Turbinen mit zusammen 9,3 MW Leistung.
Mit Einführung der kostendeckenden Einspeisevergütung (KEV) 2009 sind einige Erweiterungen und neue Windparks entstanden. Ende 2017 waren in der Schweiz insgesamt 37 Anlagen mit einer Gesamtleistung von 75 MW installiert und am Netz. Ab 2014 wurden in der Schweiz jährlich von 100 GWh (2014: 100,9 GWh) bis 150 GWh erzeugt. 2022 waren in der Schweiz nunmehr 41 Windkraftanlagen in Betrieb mit einem unverändert bescheidenen Beitrag von 0,2 bis 0,3 Prozent an der nationalen Stromerzeugung, die NZZ nannte es ein „kümmerliches Dasein“. Das Ziel des Bundes ist bis ins Jahr 2050 eine Stromerzeugung aus Wind von 4'300 GWh. Die Raumplanung stand jedoch den sinnvollen Standorten im Mittelland im Weg. Ende 2023 lag die installierte Leistung der Windkraftanlagen der Schweiz bei 101 MW.
Der vom Bundesamt für Energie (BfE) veröffentlichte Windatlas wurde von Gegnern wie Befürwortern der Windenergie als ungenau kritisiert. Vor dem Bau einer Anlage werden genaue Windmessungen durchgeführt, während der Windatlas auf Modellierungen angewiesen sei. Zudem stamme laut Befürwortern der Zielwert des Bundesamts von 4'300 GWh aus dem Jahr 2004, als die damalige Windkarte insbesondere fürs Mittelland zu tiefe Windwerte angezeigt habe.

#### Spanien

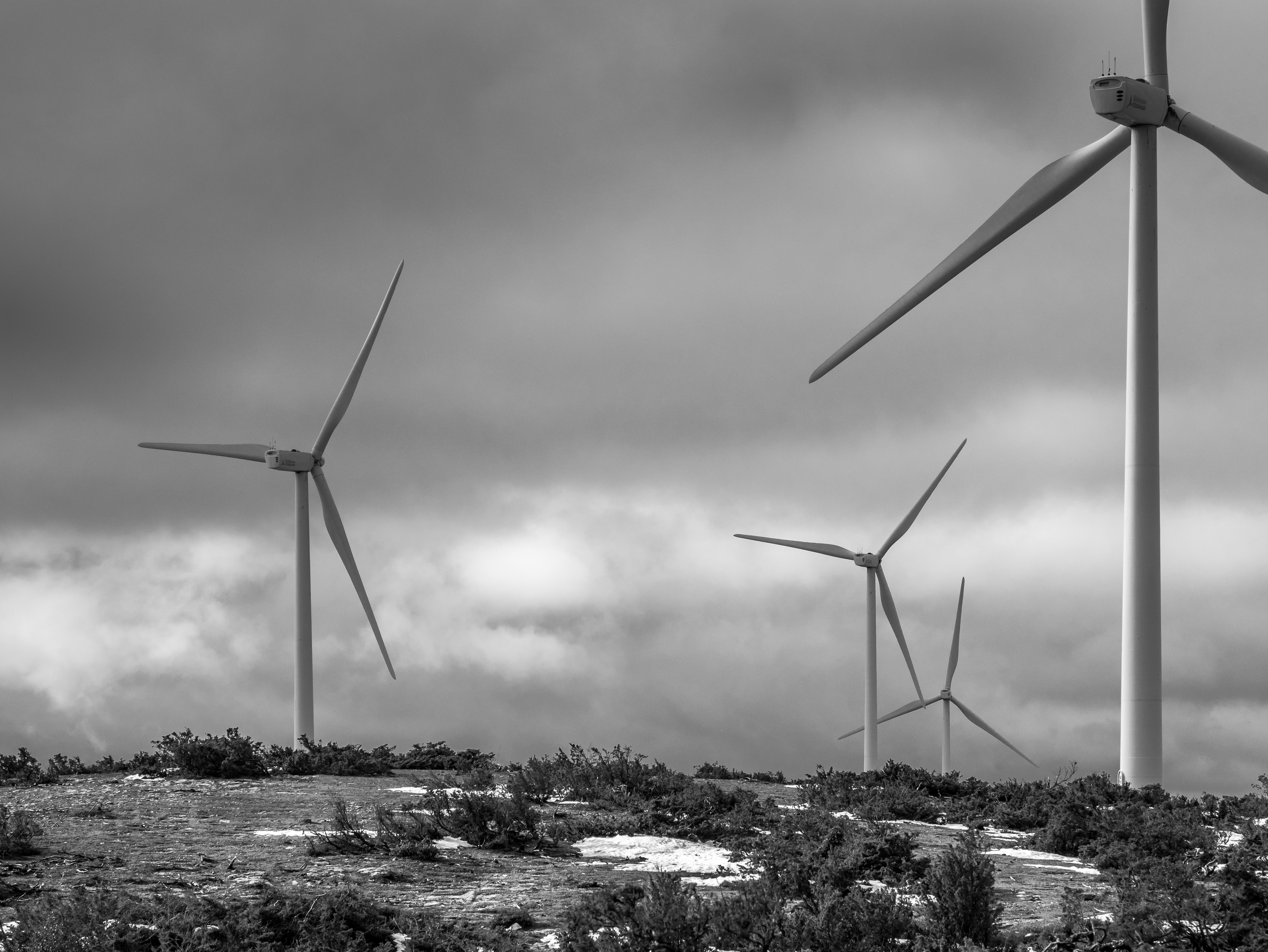
Windpark in Nordspanien

Ende 2024 lag die in Spanien installierte Gesamtleistung der Windkraftwerke bei 31,18 GW, das war der drittgrößte Leistungswert in Europa (nach Deutschland und Großbritannien). Der Anteil des Windstroms am gesamten spanischen Verbrauch lag 2024 bei 25 %.
Die Entwicklung der modernen Windenergienutzung begann in Spanien Mitte der 1990er Jahre, als staatliche Förderungen eingeführt wurden. Diese waren industriepolitisch motiviert, wobei die Schaffung neuer Arbeitsplätze im Vordergrund stand. Zudem sind die geographischen Bedingungen für die Windkraft günstig sowie Widerstände durch die Bevölkerung aufgrund der geringen Besiedlungsdichte selten. Bis 2006 hatte Spanien bei der installierten Leistung mit 11.630 MW weltweit hinter Deutschland den zweiten Platz inne. Bis 2012 wurden mehr als 11 GW zugebaut, was aber nicht verhindern konnte, dass China und die USA nach installierter Leistung an dem Land vorbeizogen: 2012 lag Spanien mit einer installierten Leistung von 22,8 GW weltweit auf dem vierten Platz, womit es weiterhin zu den führenden Windenergienutzern gehörte.
Nach vorläufigen Zahlen des Netzbetreibers Red Eléctrica de España war die Windenergie im Jahr 2013 der wichtigste spanische Stromproduzent. Mit einem Anteil von 21,1 % lag die Windenergie damit knapp vor der Kernenergie mit 21,0 %, Kohlekraft (14,6 %) und Großwasserkraft (14,4 %). Die Gesamterzeugung Spaniens betrug 246,17 TWh. Spanien ist nach Angaben der Windkraft-Fachzeitschrift Windpower Monthly damit das erste Land, in dem die Windenergie auf Platz 1 der Erzeugungsstatistik liegt.
Mit Siemens Gamesa hat einer der größten Windkraftanlagenhersteller der Welt seinen Sitz in Spanien. Zudem avancierte Iberdrola zu einem weltweit führenden Investor in der Branche.

#### Vereinigtes Königreich
Großbritannien setzt besonders stark auf offshore-Windkraft: Das Vereinigte Königreich war jahrelang führend beim Aufbau von offshore-Windparks. Ende 2024 hatte das Königreich 15,93 GW an offshore-Windenergieleistung installiert. Dazu kamen 15,70 GW an Land installierte Windleistung, so dass das Königreich insgesamt Anlagen mit einer Leistung von 31,64 GW besaß. Im Jahr 2024 deckte Wind 30 % des britischen Strombedarfs, wobei 13 % von den Anlagen an Land und 17 % von den Anlagen im Meer geliefert wurden.

#### Vereinigte Staaten
Ende 2023 lag die in den Vereinigten Staaten installierte Gesamtleistung der Windkraftwerke bei 150,4 GW (2022: 144,4 GW).
Die USA sind nach Dänemark das Land, das auf die längste Geschichte der modernen Windstromnutzung zurückblicken kann. Erste Fördermaßnahmen wurden Ende der 1970er Jahre infolge der Ölkrisen beschlossen. Daraufhin setzte in Kalifornien, wo neben der staatlichen Förderung auch ein bundesstaatliches Förderprogramm aufgelegt wurde, Anfang der 1980er Jahre ein früher Windenergieboom ein. Ende 2020 waren in den USA Windkraftanlagen mit einer Leistung von 122,3 GW installiert (2016: 82,2 GW, 2019: 105,4 GW). Der Zubau 2020 betrug 16,2 GW. Im Jahr 2015 wurden 191 TWh Strom aus Windenergie produziert, 2020 waren es 338 TWh, das waren 8,4 % der bereitgestellten elektrischen Energie.
Gefördert werden Windkraftanlagen – wie auch andere Formen erneuerbarer Energien – in den USA per Production Tax Credit; die Höhe dieser Steuergutschrift betrug 2013 2,2 US-Cent/kWh. Diese läuft (Stand November 2016) bis 2020. Obwohl es in den USA vor 2016 keine Offshore-Windparks gab, kamen Windkraftanlagen 2011 auf einen vergleichsweise hohen Kapazitätsfaktor von 33 %, entsprechend etwa 3000 Volllaststunden.

#### Volksrepublik China

Windenergie in China, installierte Leistung in MW

Erste Schritte zur modernen Windenergienutzung gab es in der Volksrepublik China bereits in den 1980er Jahren, als der Germanische Lloyd ein Testfeld in der Inneren Mongolei betrieb. Zudem wurden, unterstützt durch Förderprogramme, kleine Windkraftanlagen nach China geliefert, um dort die Elektrifizierung des Landes voranzutreiben. Über eine Nischenfunktion kamen diese Projekte jedoch nicht hinaus.
Seit Mitte der 2000er Jahre wird die Windenergie in der Volksrepublik dagegen massiv ausgebaut. Ende 2006 waren erst 2,6 GW installiert, bis 2009 verdoppelte sich die Kapazität jährlich (Ende 2009 waren 25 GW installiert). 2010 wurden 19 GW zugebaut, womit in diesem Jahr rund die Hälfte der weltweit zugebauten Leistung auf China entfiel. Bis Ende 2016 waren 168,7 GW installiert; gut ein Drittel der weltweit installierten Leistung. Der Zubau im Jahr 2017 betrug 19,5 GW. Die Stromproduktion lag 2015 bei 186,3 TWh, was ca. 3,3 % der chinesischen Gesamtproduktion entsprach. Dieses Wachstum übertraf deutlich die Erwartungen des zwölften Fünfjahresplans von 2011, in dem ein Ausbau auf 200 GW bis zum Jahr 2020 vorgesehen war. 2016 wurde das Ziel nur auf 250 GW angehoben und eine moderate Absenkung der Einspeisevergütungen beschlossen, da es regional Probleme mit dem Netzausbau gibt. 2020 nahm China Anlagen mit einer Leistung von etwa 58 Gigawatt neu in Betrieb.